# Llista d'asteroides (295001-296000)
Llista d'asteroides del 295.001 al 296.000, amb data de descoberta i descobridor. És un fragment de la llista d'asteroides completa. Als asteroides se'ls dona un número quan es confirma la seva òrbita, per tant apareixen llistats aproximadament segons la data de descobriment.

## 295001-295100
| Nom    | Designació provisional | Data de descobriment | Lloc de descobriment | Descobridor/s          |
| ------ | ---------------------- | -------------------- | -------------------- | ---------------------- |
| 295001 | 2008 EM39              | 4 de març de 2008    | Catalina             | CSS                    |
| 295002 | 2008 EZ40              | 4 de març de 2008    | Catalina             | CSS                    |
| 295003 | 2008 EA42              | 4 de març de 2008    | Kitt Peak            | Spacewatch             |
| 295004 | 2008 EE42              | 4 de març de 2008    | Kitt Peak            | Spacewatch             |
| 295005 | 2008 ET42              | 4 de març de 2008    | Mount Lemmon         | Mt. Lemmon Survey      |
| 295006 | 2008 EX42              | 4 de març de 2008    | Mount Lemmon         | Mt. Lemmon Survey      |
| 295007 | 2008 EY42              | 4 de març de 2008    | Mount Lemmon         | Mt. Lemmon Survey      |
| 295008 | 2008 EB44              | 5 de març de 2008    | Mount Lemmon         | Mt. Lemmon Survey      |
| 295009 | 2008 EX48              | 6 de març de 2008    | Kitt Peak            | Spacewatch             |
| 295010 | 2008 EP49              | 6 de març de 2008    | Kitt Peak            | Spacewatch             |
| 295011 | 2008 EW49              | 6 de març de 2008    | Kitt Peak            | Spacewatch             |
| 295012 | 2008 EE51              | 6 de març de 2008    | Kitt Peak            | Spacewatch             |
| 295013 | 2008 EZ51              | 6 de març de 2008    | Mount Lemmon         | Mt. Lemmon Survey      |
| 295014 | 2008 ES52              | 6 de març de 2008    | Kitt Peak            | Spacewatch             |
| 295015 | 2008 EP54              | 6 de març de 2008    | Kitt Peak            | Spacewatch             |
| 295016 | 2008 EV54              | 6 de març de 2008    | Kitt Peak            | Spacewatch             |
| 295017 | 2008 ES57              | 7 de març de 2008    | Mount Lemmon         | Mt. Lemmon Survey      |
| 295018 | 2008 ED58              | 7 de març de 2008    | Mount Lemmon         | Mt. Lemmon Survey      |
| 295019 | 2008 ES59              | 8 de març de 2008    | Kitt Peak            | Spacewatch             |
| 295020 | 2008 EF60              | 8 de març de 2008    | Catalina             | CSS                    |
| 295021 | 2008 EH68              | 10 de març de 2008   | Mount Lemmon         | Mt. Lemmon Survey      |
| 295022 | 2008 EG70              | 5 de març de 2008    | Mount Lemmon         | Mt. Lemmon Survey      |
| 295023 | 2008 EC73              | 7 de març de 2008    | Kitt Peak            | Spacewatch             |
| 295024 | 2008 ET73              | 7 de març de 2008    | Kitt Peak            | Spacewatch             |
| 295025 | 2008 EH74              | 7 de març de 2008    | Kitt Peak            | Spacewatch             |
| 295026 | 2008 EA75              | 7 de març de 2008    | Kitt Peak            | Spacewatch             |
| 295027 | 2008 EV75              | 7 de març de 2008    | Kitt Peak            | Spacewatch             |
| 295028 | 2008 ED77              | 7 de març de 2008    | Kitt Peak            | Spacewatch             |
| 295029 | 2008 EE77              | 7 de març de 2008    | Kitt Peak            | Spacewatch             |
| 295030 | 2008 EB79              | 8 de març de 2008    | Mount Lemmon         | Mt. Lemmon Survey      |
| 295031 | 2008 EC81              | 10 de març de 2008   | Kitt Peak            | Spacewatch             |
| 295032 | 2008 EL81              | 10 de març de 2008   | Catalina             | CSS                    |
| 295033 | 2008 EU81              | 2 de març de 2008    | Socorro              | LINEAR                 |
| 295034 | 2008 EX82              | 8 de març de 2008    | Socorro              | LINEAR                 |
| 295035 | 2008 EU83              | 12 de març de 2008   | Wrightwood           | J. W. Young            |
| 295036 | 2008 EJ86              | 7 de març de 2008    | Kitt Peak            | Spacewatch             |
| 295037 | 2008 ER89              | 10 de març de 2008   | Socorro              | LINEAR                 |
| 295038 | 2008 EC92              | 3 de març de 2008    | Catalina             | CSS                    |
| 295039 | 2008 EP93              | 1 de març de 2008    | Mount Lemmon         | Mt. Lemmon Survey      |
| 295040 | 2008 EV95              | 6 de març de 2008    | Mount Lemmon         | Mt. Lemmon Survey      |
| 295041 | 2008 ER98              | 3 de març de 2008    | Catalina             | CSS                    |
| 295042 | 2008 EU98              | 3 de març de 2008    | Catalina             | CSS                    |
| 295043 | 2008 EW98              | 4 de març de 2008    | Catalina             | CSS                    |
| 295044 | 2008 EV99              | 6 de març de 2008    | Catalina             | CSS                    |
| 295045 | 2008 EB100             | 6 de març de 2008    | Catalina             | CSS                    |
| 295046 | 2008 EZ101             | 5 de març de 2008    | Mount Lemmon         | Mt. Lemmon Survey      |
| 295047 | 2008 EE105             | 6 de març de 2008    | Mount Lemmon         | Mt. Lemmon Survey      |
| 295048 | 2008 EY107             | 7 de març de 2008    | Mount Lemmon         | Mt. Lemmon Survey      |
| 295049 | 2008 EZ107             | 7 de març de 2008    | Mount Lemmon         | Mt. Lemmon Survey      |
| 295050 | 2008 EU109             | 7 de març de 2008    | Mount Lemmon         | Mt. Lemmon Survey      |
| 295051 | 2008 EY110             | 8 de març de 2008    | Kitt Peak            | Spacewatch             |
| 295052 | 2008 EN112             | 8 de març de 2008    | Kitt Peak            | Spacewatch             |
| 295053 | 2008 EH114             | 8 de març de 2008    | Kitt Peak            | Spacewatch             |
| 295054 | 2008 EU114             | 8 de març de 2008    | Kitt Peak            | Spacewatch             |
| 295055 | 2008 EM115             | 8 de març de 2008    | Kitt Peak            | Spacewatch             |
| 295056 | 2008 ED116             | 8 de març de 2008    | Mount Lemmon         | Mt. Lemmon Survey      |
| 295057 | 2008 EM116             | 8 de març de 2008    | Kitt Peak            | Spacewatch             |
| 295058 | 2008 EU116             | 8 de març de 2008    | Kitt Peak            | Spacewatch             |
| 295059 | 2008 EX117             | 9 de març de 2008    | Mount Lemmon         | Mt. Lemmon Survey      |
| 295060 | 2008 EL118             | 9 de març de 2008    | Kitt Peak            | Spacewatch             |
| 295061 | 2008 EP119             | 9 de març de 2008    | Kitt Peak            | Spacewatch             |
| 295062 | 2008 EW119             | 9 de març de 2008    | Kitt Peak            | Spacewatch             |
| 295063 | 2008 EJ120             | 9 de març de 2008    | Kitt Peak            | Spacewatch             |
| 295064 | 2008 EP120             | 9 de març de 2008    | Kitt Peak            | Spacewatch             |
| 295065 | 2008 ET120             | 9 de març de 2008    | Kitt Peak            | Spacewatch             |
| 295066 | 2008 EH121             | 9 de març de 2008    | Kitt Peak            | Spacewatch             |
| 295067 | 2008 EY122             | 9 de març de 2008    | Kitt Peak            | Spacewatch             |
| 295068 | 2008 EH123             | 9 de març de 2008    | Kitt Peak            | Spacewatch             |
| 295069 | 2008 EE125             | 10 de març de 2008   | Catalina             | CSS                    |
| 295070 | 2008 EG125             | 10 de març de 2008   | Catalina             | CSS                    |
| 295071 | 2008 EH126             | 10 de març de 2008   | Kitt Peak            | Spacewatch             |
| 295072 | 2008 ER126             | 10 de març de 2008   | Mount Lemmon         | Mt. Lemmon Survey      |
| 295073 | 2008 EW127             | 11 de març de 2008   | Kitt Peak            | Spacewatch             |
| 295074 | 2008 ED130             | 11 de març de 2008   | Kitt Peak            | Spacewatch             |
| 295075 | 2008 EK130             | 11 de març de 2008   | Kitt Peak            | Spacewatch             |
| 295076 | 2008 ER131             | 11 de març de 2008   | Kitt Peak            | Spacewatch             |
| 295077 | 2008 EG133             | 11 de març de 2008   | Mount Lemmon         | Mt. Lemmon Survey      |
| 295078 | 2008 EW133             | 11 de març de 2008   | Mount Lemmon         | Mt. Lemmon Survey      |
| 295079 | 2008 ED135             | 11 de març de 2008   | Kitt Peak            | Spacewatch             |
| 295080 | 2008 EH135             | 11 de març de 2008   | Kitt Peak            | Spacewatch             |
| 295081 | 2008 EL135             | 11 de març de 2008   | Kitt Peak            | Spacewatch             |
| 295082 | 2008 EO136             | 11 de març de 2008   | Kitt Peak            | Spacewatch             |
| 295083 | 2008 EX136             | 11 de març de 2008   | Kitt Peak            | Spacewatch             |
| 295084 | 2008 EY139             | 11 de març de 2008   | Kitt Peak            | Spacewatch             |
| 295085 | 2008 EZ140             | 12 de març de 2008   | Kitt Peak            | Spacewatch             |
| 295086 | 2008 EF142             | 12 de març de 2008   | Kitt Peak            | Spacewatch             |
| 295087 | 2008 EF144             | 11 de març de 2008   | Kitt Peak            | Spacewatch             |
| 295088 | 2008 EO147             | 1 de març de 2008    | Kitt Peak            | Spacewatch             |
| 295089 | 2008 EB148             | 1 de març de 2008    | Kitt Peak            | Spacewatch             |
| 295090 | 2008 EK149             | 4 de març de 2008    | Kitt Peak            | Spacewatch             |
| 295091 | 2008 EA150             | 6 de març de 2008    | Kitt Peak            | Spacewatch             |
| 295092 | 2008 EG150             | 9 de març de 2008    | Kitt Peak            | Spacewatch             |
| 295093 | 2008 EN151             | 8 de març de 2008    | Mount Lemmon         | Mt. Lemmon Survey      |
| 295094 | 2008 EU157             | 2 de març de 2008    | Kitt Peak            | Spacewatch             |
| 295095 | 2008 EN158             | 10 de març de 2008   | Mount Lemmon         | Mt. Lemmon Survey      |
| 295096 | 2008 EP158             | 10 de març de 2008   | Mount Lemmon         | Mt. Lemmon Survey      |
| 295097 | 2008 EY159             | 3 de març de 2008    | Purple Mountain      | PMO NEO Survey Program |
| 295098 | 2008 EA160             | 10 de març de 2008   | Kitt Peak            | Spacewatch             |
| 295099 | 2008 EP160             | 1 de març de 2008    | Kitt Peak            | Spacewatch             |
| 295100 | 2008 EH161             | 8 de març de 2008    | Kitt Peak            | Spacewatch             |

## 295101-295200
| Nom    | Designació provisional | Data de descobriment | Lloc de descobriment | Descobridor/s     |
| ------ | ---------------------- | -------------------- | -------------------- | ----------------- |
| 295101 | 2008 EL161             | 8 de març de 2008    | Mount Lemmon         | Mt. Lemmon Survey |
| 295102 | 2008 EZ161             | 11 de març de 2008   | Kitt Peak            | Spacewatch        |
| 295103 | 2008 EL162             | 13 de març de 2008   | Kitt Peak            | Spacewatch        |
| 295104 | 2008 EM165             | 2 de març de 2008    | Kitt Peak            | Spacewatch        |
| 295105 | 2008 EU165             | 4 de març de 2008    | Catalina             | CSS               |
| 295106 | 2008 EV165             | 4 de març de 2008    | Catalina             | CSS               |
| 295107 | 2008 ES166             | 6 de març de 2008    | Mount Lemmon         | Mt. Lemmon Survey |
| 295108 | 2008 EP167             | 8 de març de 2008    | Mount Lemmon         | Mt. Lemmon Survey |
| 295109 | 2008 FO2               | 25 de març de 2008   | Kitt Peak            | Spacewatch        |
| 295110 | 2008 FQ3               | 25 de març de 2008   | Kitt Peak            | Spacewatch        |
| 295111 | 2008 FY4               | 26 de març de 2008   | Mount Lemmon         | Mt. Lemmon Survey |
| 295112 | 2008 FA5               | 26 de març de 2008   | Mount Lemmon         | Mt. Lemmon Survey |
| 295113 | 2008 FL5               | 26 de març de 2008   | Mayhill              | W. G. Dillon      |
| 295114 | 2008 FD6               | 28 de març de 2008   | Vail-Jarnac          | Jarnac            |
| 295115 | 2008 FS7               | 25 de març de 2008   | Kitt Peak            | Spacewatch        |
| 295116 | 2008 FR8               | 26 de març de 2008   | Kitt Peak            | Spacewatch        |
| 295117 | 2008 FE9               | 26 de març de 2008   | Kitt Peak            | Spacewatch        |
| 295118 | 2008 FL11              | 26 de març de 2008   | Mount Lemmon         | Mt. Lemmon Survey |
| 295119 | 2008 FH15              | 26 de març de 2008   | Kitt Peak            | Spacewatch        |
| 295120 | 2008 FT15              | 26 de març de 2008   | Kitt Peak            | Spacewatch        |
| 295121 | 2008 FO16              | 27 de març de 2008   | Kitt Peak            | Spacewatch        |
| 295122 | 2008 FS16              | 27 de març de 2008   | Kitt Peak            | Spacewatch        |
| 295123 | 2008 FE22              | 27 de març de 2008   | Kitt Peak            | Spacewatch        |
| 295124 | 2008 FS23              | 27 de març de 2008   | Kitt Peak            | Spacewatch        |
| 295125 | 2008 FF24              | 27 de març de 2008   | Kitt Peak            | Spacewatch        |
| 295126 | 2008 FG25              | 27 de març de 2008   | Mount Lemmon         | Mt. Lemmon Survey |
| 295127 | 2008 FT25              | 27 de març de 2008   | Kitt Peak            | Spacewatch        |
| 295128 | 2008 FU26              | 27 de març de 2008   | Kitt Peak            | Spacewatch        |
| 295129 | 2008 FK27              | 27 de març de 2008   | Kitt Peak            | Spacewatch        |
| 295130 | 2008 FF28              | 27 de març de 2008   | Lulin                | LUSS              |
| 295131 | 2008 FJ28              | 27 de març de 2008   | Lulin                | LUSS              |
| 295132 | 2008 FO28              | 28 de març de 2008   | Kitt Peak            | Spacewatch        |
| 295133 | 2008 FL29              | 28 de març de 2008   | Kitt Peak            | Spacewatch        |
| 295134 | 2008 FW29              | 28 de març de 2008   | Kitt Peak            | Spacewatch        |
| 295135 | 2008 FN30              | 28 de març de 2008   | Kitt Peak            | Spacewatch        |
| 295136 | 2008 FV31              | 28 de març de 2008   | Mount Lemmon         | Mt. Lemmon Survey |
| 295137 | 2008 FK32              | 28 de març de 2008   | Mount Lemmon         | Mt. Lemmon Survey |
| 295138 | 2008 FT32              | 28 de març de 2008   | Mount Lemmon         | Mt. Lemmon Survey |
| 295139 | 2008 FO37              | 28 de març de 2008   | Kitt Peak            | Spacewatch        |
| 295140 | 2008 FT39              | 28 de març de 2008   | Kitt Peak            | Spacewatch        |
| 295141 | 2008 FX39              | 28 de març de 2008   | Kitt Peak            | Spacewatch        |
| 295142 | 2008 FE40              | 28 de març de 2008   | Kitt Peak            | Spacewatch        |
| 295143 | 2008 FP40              | 28 de març de 2008   | Kitt Peak            | Spacewatch        |
| 295144 | 2008 FD41              | 28 de març de 2008   | Kitt Peak            | Spacewatch        |
| 295145 | 2008 FM44              | 28 de març de 2008   | Kitt Peak            | Spacewatch        |
| 295146 | 2008 FG45              | 28 de març de 2008   | Mount Lemmon         | Mt. Lemmon Survey |
| 295147 | 2008 FA49              | 28 de març de 2008   | Mount Lemmon         | Mt. Lemmon Survey |
| 295148 | 2008 FO51              | 28 de març de 2008   | Mount Lemmon         | Mt. Lemmon Survey |
| 295149 | 2008 FY52              | 28 de març de 2008   | Mount Lemmon         | Mt. Lemmon Survey |
| 295150 | 2008 FJ53              | 28 de març de 2008   | Mount Lemmon         | Mt. Lemmon Survey |
| 295151 | 2008 FA54              | 28 de març de 2008   | Mount Lemmon         | Mt. Lemmon Survey |
| 295152 | 2008 FU54              | 28 de març de 2008   | Mount Lemmon         | Mt. Lemmon Survey |
| 295153 | 2008 FX57              | 28 de març de 2008   | Mount Lemmon         | Mt. Lemmon Survey |
| 295154 | 2008 FF59              | 29 de març de 2008   | Mount Lemmon         | Mt. Lemmon Survey |
| 295155 | 2008 FH60              | 29 de març de 2008   | Catalina             | CSS               |
| 295156 | 2008 FZ61              | 25 de març de 2008   | Kitt Peak            | Spacewatch        |
| 295157 | 2008 FK62              | 27 de març de 2008   | Kitt Peak            | Spacewatch        |
| 295158 | 2008 FF63              | 27 de març de 2008   | Kitt Peak            | Spacewatch        |
| 295159 | 2008 FN63              | 27 de març de 2008   | Kitt Peak            | Spacewatch        |
| 295160 | 2008 FC65              | 28 de març de 2008   | Kitt Peak            | Spacewatch        |
| 295161 | 2008 FH65              | 28 de març de 2008   | Kitt Peak            | Spacewatch        |
| 295162 | 2008 FK65              | 28 de març de 2008   | Kitt Peak            | Spacewatch        |
| 295163 | 2008 FR65              | 28 de març de 2008   | Mount Lemmon         | Mt. Lemmon Survey |
| 295164 | 2008 FM67              | 28 de març de 2008   | Mount Lemmon         | Mt. Lemmon Survey |
| 295165 | 2008 FP67              | 28 de març de 2008   | Mount Lemmon         | Mt. Lemmon Survey |
| 295166 | 2008 FS67              | 28 de març de 2008   | Mount Lemmon         | Mt. Lemmon Survey |
| 295167 | 2008 FX68              | 28 de març de 2008   | Mount Lemmon         | Mt. Lemmon Survey |
| 295168 | 2008 FG71              | 29 de març de 2008   | Catalina             | CSS               |
| 295169 | 2008 FR71              | 30 de març de 2008   | Kitt Peak            | Spacewatch        |
| 295170 | 2008 FO72              | 30 de març de 2008   | Kitt Peak            | Spacewatch        |
| 295171 | 2008 FQ80              | 27 de març de 2008   | Mount Lemmon         | Mt. Lemmon Survey |
| 295172 | 2008 FW81              | 27 de març de 2008   | Mount Lemmon         | Mt. Lemmon Survey |
| 295173 | 2008 FA83              | 28 de març de 2008   | Kitt Peak            | Spacewatch        |
| 295174 | 2008 FU83              | 28 de març de 2008   | Kitt Peak            | Spacewatch        |
| 295175 | 2008 FL86              | 28 de març de 2008   | Mount Lemmon         | Mt. Lemmon Survey |
| 295176 | 2008 FO88              | 28 de març de 2008   | Mount Lemmon         | Mt. Lemmon Survey |
| 295177 | 2008 FE89              | 29 de març de 2008   | Mount Lemmon         | Mt. Lemmon Survey |
| 295178 | 2008 FA90              | 29 de març de 2008   | Mount Lemmon         | Mt. Lemmon Survey |
| 295179 | 2008 FH90              | 29 de març de 2008   | Mount Lemmon         | Mt. Lemmon Survey |
| 295180 | 2008 FL90              | 29 de març de 2008   | Mount Lemmon         | Mt. Lemmon Survey |
| 295181 | 2008 FJ91              | 29 de març de 2008   | Catalina             | CSS               |
| 295182 | 2008 FO93              | 29 de març de 2008   | Kitt Peak            | Spacewatch        |
| 295183 | 2008 FK94              | 29 de març de 2008   | Kitt Peak            | Spacewatch        |
| 295184 | 2008 FD95              | 29 de març de 2008   | Kitt Peak            | Spacewatch        |
| 295185 | 2008 FR95              | 29 de març de 2008   | Mount Lemmon         | Mt. Lemmon Survey |
| 295186 | 2008 FT96              | 29 de març de 2008   | Catalina             | CSS               |
| 295187 | 2008 FC98              | 30 de març de 2008   | Kitt Peak            | Spacewatch        |
| 295188 | 2008 FE98              | 30 de març de 2008   | Kitt Peak            | Spacewatch        |
| 295189 | 2008 FG100             | 30 de març de 2008   | Kitt Peak            | Spacewatch        |
| 295190 | 2008 FR100             | 30 de març de 2008   | Kitt Peak            | Spacewatch        |
| 295191 | 2008 FQ101             | 30 de març de 2008   | Kitt Peak            | Spacewatch        |
| 295192 | 2008 FX101             | 30 de març de 2008   | Kitt Peak            | Spacewatch        |
| 295193 | 2008 FE102             | 30 de març de 2008   | Kitt Peak            | Spacewatch        |
| 295194 | 2008 FO102             | 30 de març de 2008   | Kitt Peak            | Spacewatch        |
| 295195 | 2008 FN107             | 31 de març de 2008   | Kitt Peak            | Spacewatch        |
| 295196 | 2008 FQ107             | 31 de març de 2008   | Kitt Peak            | Spacewatch        |
| 295197 | 2008 FF109             | 31 de març de 2008   | Mount Lemmon         | Mt. Lemmon Survey |
| 295198 | 2008 FZ110             | 31 de març de 2008   | Kitt Peak            | Spacewatch        |
| 295199 | 2008 FG111             | 31 de març de 2008   | Kitt Peak            | Spacewatch        |
| 295200 | 2008 FD114             | 31 de març de 2008   | Kitt Peak            | Spacewatch        |

## 295201-295300
| Nom               | Designació provisional | Data de descobriment | Lloc de descobriment | Descobridor/s     |
| ----------------- | ---------------------- | -------------------- | -------------------- | ----------------- |
| 295201            | 2008 FY114             | 31 de març de 2008   | Mount Lemmon         | Mt. Lemmon Survey |
| 295202            | 2008 FR116             | 31 de març de 2008   | Kitt Peak            | Spacewatch        |
| 295203            | 2008 FB117             | 31 de març de 2008   | Kitt Peak            | Spacewatch        |
| 295204            | 2008 FV117             | 31 de març de 2008   | Kitt Peak            | Spacewatch        |
| 295205            | 2008 FW122             | 28 de març de 2008   | Kitt Peak            | Spacewatch        |
| 295206            | 2008 FH123             | 28 de març de 2008   | Kitt Peak            | Spacewatch        |
| 295207            | 2008 FV123             | 29 de març de 2008   | Kitt Peak            | Spacewatch        |
| 295208            | 2008 FD124             | 29 de març de 2008   | Kitt Peak            | Spacewatch        |
| 295209            | 2008 FE124             | 29 de març de 2008   | Kitt Peak            | Spacewatch        |
| 295210            | 2008 FJ124             | 29 de març de 2008   | Mount Lemmon         | Mt. Lemmon Survey |
| 295211            | 2008 FT124             | 30 de març de 2008   | Kitt Peak            | Spacewatch        |
| 295212            | 2008 FH128             | 28 de març de 2008   | Mount Lemmon         | Mt. Lemmon Survey |
| 295213            | 2008 FF129             | 29 de març de 2008   | Kitt Peak            | Spacewatch        |
| 295214            | 2008 FY130             | 27 de març de 2008   | Kitt Peak            | Spacewatch        |
| 295215            | 2008 FJ132             | 27 de març de 2008   | Mount Lemmon         | Mt. Lemmon Survey |
| 295216            | 2008 FO132             | 28 de març de 2008   | Kitt Peak            | Spacewatch        |
| 295217            | 2008 FZ132             | 30 de març de 2008   | Kitt Peak            | Spacewatch        |
| 295218            | 2008 FH133             | 31 de març de 2008   | Mount Lemmon         | Mt. Lemmon Survey |
| 295219            | 2008 FD136             | 26 de març de 2008   | Mount Lemmon         | Mt. Lemmon Survey |
| 295220            | 2008 FD137             | 30 de març de 2008   | Kitt Peak            | Spacewatch        |
| 295221            | 2008 GM                | 2 d'abril de 2008    | La Sagra             | La Sagra          |
| 295222            | 2008 GH1               | 2 d'abril de 2008    | La Sagra             | La Sagra          |
| 295223            | 2008 GM4               | 1 d'abril de 2008    | Kitt Peak            | Spacewatch        |
| 295224            | 2008 GL6               | 1 d'abril de 2008    | Kitt Peak            | Spacewatch        |
| 295225            | 2008 GN6               | 1 d'abril de 2008    | Kitt Peak            | Spacewatch        |
| 295226            | 2008 GC7               | 1 d'abril de 2008    | Kitt Peak            | Spacewatch        |
| 295227            | 2008 GG7               | 1 d'abril de 2008    | Kitt Peak            | Spacewatch        |
| 295228            | 2008 GP7               | 1 d'abril de 2008    | Kitt Peak            | Spacewatch        |
| 295229            | 2008 GW9               | 1 d'abril de 2008    | Kitt Peak            | Spacewatch        |
| 295230            | 2008 GJ11              | 1 d'abril de 2008    | Kitt Peak            | Spacewatch        |
| 295231            | 2008 GY12              | 3 d'abril de 2008    | Kitt Peak            | Spacewatch        |
| 295232            | 2008 GF13              | 3 d'abril de 2008    | Kitt Peak            | Spacewatch        |
| 295233            | 2008 GW13              | 3 d'abril de 2008    | Mount Lemmon         | Mt. Lemmon Survey |
| 295234            | 2008 GW18              | 4 d'abril de 2008    | Mount Lemmon         | Mt. Lemmon Survey |
| 295235            | 2008 GC19              | 4 d'abril de 2008    | Mount Lemmon         | Mt. Lemmon Survey |
| 295236            | 2008 GK19              | 4 d'abril de 2008    | Mount Lemmon         | Mt. Lemmon Survey |
| 295237            | 2008 GY19              | 4 d'abril de 2008    | Kitt Peak            | Spacewatch        |
| 295238            | 2008 GR20              | 3 d'abril de 2008    | Socorro              | LINEAR            |
| 295239            | 2008 GJ21              | 11 d'abril de 2008   | Desert Eagle         | W. K. Y. Yeung    |
| 295240            | 2008 GO24              | 1 d'abril de 2008    | Mount Lemmon         | Mt. Lemmon Survey |
| 295241            | 2008 GY24              | 1 d'abril de 2008    | Mount Lemmon         | Mt. Lemmon Survey |
| 295242            | 2008 GL25              | 1 d'abril de 2008    | Mount Lemmon         | Mt. Lemmon Survey |
| 295243            | 2008 GS26              | 1 d'abril de 2008    | Catalina             | CSS               |
| 295244            | 2008 GN27              | 3 d'abril de 2008    | Kitt Peak            | Spacewatch        |
| 295245            | 2008 GF28              | 3 d'abril de 2008    | Kitt Peak            | Spacewatch        |
| 295246            | 2008 GX33              | 3 d'abril de 2008    | Mount Lemmon         | Mt. Lemmon Survey |
| 295247            | 2008 GX36              | 3 d'abril de 2008    | Kitt Peak            | Spacewatch        |
| 295248            | 2008 GP38              | 3 d'abril de 2008    | Mount Lemmon         | Mt. Lemmon Survey |
| 295249            | 2008 GY38              | 3 d'abril de 2008    | Mount Lemmon         | Mt. Lemmon Survey |
| 295250            | 2008 GZ38              | 3 d'abril de 2008    | Mount Lemmon         | Mt. Lemmon Survey |
| 295251            | 2008 GQ40              | 4 d'abril de 2008    | Kitt Peak            | Spacewatch        |
| 295252            | 2008 GH41              | 4 d'abril de 2008    | Kitt Peak            | Spacewatch        |
| 295253            | 2008 GR43              | 4 d'abril de 2008    | Mount Lemmon         | Mt. Lemmon Survey |
| 295254            | 2008 GV45              | 4 d'abril de 2008    | Kitt Peak            | Spacewatch        |
| 295255            | 2008 GB47              | 4 d'abril de 2008    | Kitt Peak            | Spacewatch        |
| 295256            | 2008 GW49              | 5 d'abril de 2008    | Kitt Peak            | Spacewatch        |
| 295257            | 2008 GK50              | 5 d'abril de 2008    | Mount Lemmon         | Mt. Lemmon Survey |
| 295258            | 2008 GM50              | 5 d'abril de 2008    | Mount Lemmon         | Mt. Lemmon Survey |
| 295259            | 2008 GQ51              | 5 d'abril de 2008    | Mount Lemmon         | Mt. Lemmon Survey |
| 295260            | 2008 GS56              | 5 d'abril de 2008    | Mount Lemmon         | Mt. Lemmon Survey |
| 295261            | 2008 GT58              | 5 d'abril de 2008    | Mount Lemmon         | Mt. Lemmon Survey |
| 295262            | 2008 GT59              | 5 d'abril de 2008    | Kitt Peak            | Spacewatch        |
| 295263            | 2008 GB60              | 5 d'abril de 2008    | Kitt Peak            | Spacewatch        |
| 295264            | 2008 GG65              | 6 d'abril de 2008    | Kitt Peak            | Spacewatch        |
| 295265            | 2008 GD66              | 6 d'abril de 2008    | Mount Lemmon         | Mt. Lemmon Survey |
| 295266            | 2008 GB68              | 6 d'abril de 2008    | Kitt Peak            | Spacewatch        |
| 295267            | 2008 GL68              | 6 d'abril de 2008    | Kitt Peak            | Spacewatch        |
| 295268            | 2008 GX68              | 6 d'abril de 2008    | Kitt Peak            | Spacewatch        |
| 295269            | 2008 GF69              | 6 d'abril de 2008    | Kitt Peak            | Spacewatch        |
| 295270            | 2008 GQ72              | 7 d'abril de 2008    | Mount Lemmon         | Mt. Lemmon Survey |
| 295271            | 2008 GK73              | 7 d'abril de 2008    | Mount Lemmon         | Mt. Lemmon Survey |
| 295272            | 2008 GZ73              | 7 d'abril de 2008    | Kitt Peak            | Spacewatch        |
| 295273            | 2008 GW76              | 7 d'abril de 2008    | Kitt Peak            | Spacewatch        |
| 295274            | 2008 GP79              | 7 d'abril de 2008    | Kitt Peak            | Spacewatch        |
| 295275            | 2008 GC81              | 7 d'abril de 2008    | Kitt Peak            | Spacewatch        |
| 295276            | 2008 GW81              | 8 d'abril de 2008    | Kitt Peak            | Spacewatch        |
| 295277            | 2008 GF84              | 8 d'abril de 2008    | Kitt Peak            | Spacewatch        |
| 295278            | 2008 GS87              | 5 d'abril de 2008    | Mount Lemmon         | Mt. Lemmon Survey |
| 295279            | 2008 GV90              | 6 d'abril de 2008    | Mount Lemmon         | Mt. Lemmon Survey |
| 295280            | 2008 GG93              | 6 d'abril de 2008    | Catalina             | CSS               |
| 295281            | 2008 GL93              | 6 d'abril de 2008    | Catalina             | CSS               |
| 295282            | 2008 GN93              | 6 d'abril de 2008    | Catalina             | CSS               |
| 295283            | 2008 GP93              | 7 d'abril de 2008    | Kitt Peak            | Spacewatch        |
| 295284            | 2008 GY94              | 7 d'abril de 2008    | Mount Lemmon         | Mt. Lemmon Survey |
| 295285            | 2008 GD95              | 7 d'abril de 2008    | Catalina             | CSS               |
| 295286            | 2008 GG97              | 8 d'abril de 2008    | Kitt Peak            | Spacewatch        |
| 295287            | 2008 GC100             | 9 d'abril de 2008    | Kitt Peak            | Spacewatch        |
| 295288            | 2008 GU101             | 10 d'abril de 2008   | Kitt Peak            | Spacewatch        |
| 295289            | 2008 GZ101             | 10 d'abril de 2008   | Kitt Peak            | Spacewatch        |
| 295290            | 2008 GP102             | 10 d'abril de 2008   | Kitt Peak            | Spacewatch        |
| 295291            | 2008 GY103             | 11 d'abril de 2008   | Kitt Peak            | Spacewatch        |
| 295292            | 2008 GB105             | 11 d'abril de 2008   | Kitt Peak            | Spacewatch        |
| 295293            | 2008 GL105             | 11 d'abril de 2008   | Catalina             | CSS               |
| 295294            | 2008 GE106             | 11 d'abril de 2008   | Mount Lemmon         | Mt. Lemmon Survey |
| 295295            | 2008 GJ106             | 11 d'abril de 2008   | Mount Lemmon         | Mt. Lemmon Survey |
| 295296            | 2008 GE108             | 13 d'abril de 2008   | Mount Lemmon         | Mt. Lemmon Survey |
| 295297            | 2008 GL108             | 13 d'abril de 2008   | Kitt Peak            | Spacewatch        |
| 295298            | 2008 GP111             | 8 d'abril de 2008    | Socorro              | LINEAR            |
| 295299 Nannidiana | 2008 GZ111             | 15 d'abril de 2008   | Charleston           | Charleston        |
| 295300            | 2008 GR112             | 10 d'abril de 2008   | Catalina             | CSS               |

## 295301-295400
| Nom    | Designació provisional | Data de descobriment  | Lloc de descobriment | Descobridor/s     |
| ------ | ---------------------- | --------------------- | -------------------- | ----------------- |
| 295301 | 2008 GX112             | 13 d'abril de 2008    | Catalina             | CSS               |
| 295302 | 2008 GF113             | 14 d'abril de 2008    | Catalina             | CSS               |
| 295303 | 2008 GB115             | 11 d'abril de 2008    | Kitt Peak            | Spacewatch        |
| 295304 | 2008 GA117             | 11 d'abril de 2008    | Kitt Peak            | Spacewatch        |
| 295305 | 2008 GU117             | 11 d'abril de 2008    | Catalina             | CSS               |
| 295306 | 2008 GL119             | 11 d'abril de 2008    | Kitt Peak            | Spacewatch        |
| 295307 | 2008 GR120             | 12 d'abril de 2008    | Catalina             | CSS               |
| 295308 | 2008 GU122             | 13 d'abril de 2008    | Kitt Peak            | Spacewatch        |
| 295309 | 2008 GJ123             | 13 d'abril de 2008    | Mount Lemmon         | Mt. Lemmon Survey |
| 295310 | 2008 GY124             | 14 d'abril de 2008    | Mount Lemmon         | Mt. Lemmon Survey |
| 295311 | 2008 GJ127             | 14 d'abril de 2008    | Mount Lemmon         | Mt. Lemmon Survey |
| 295312 | 2008 GC129             | 1 d'abril de 2008     | Kitt Peak            | Spacewatch        |
| 295313 | 2008 GE130             | 5 d'abril de 2008     | Catalina             | CSS               |
| 295314 | 2008 GM130             | 5 d'abril de 2008     | Kitt Peak            | Spacewatch        |
| 295315 | 2008 GR131             | 4 d'abril de 2008     | Kitt Peak            | Spacewatch        |
| 295316 | 2008 GZ132             | 15 d'abril de 2008    | Kitt Peak            | Spacewatch        |
| 295317 | 2008 GK133             | 3 d'abril de 2008     | Kitt Peak            | Spacewatch        |
| 295318 | 2008 GS133             | 5 d'abril de 2008     | Kitt Peak            | Spacewatch        |
| 295319 | 2008 GP134             | 3 d'abril de 2008     | Kitt Peak            | Spacewatch        |
| 295320 | 2008 GJ135             | 3 d'abril de 2008     | Mount Lemmon         | Mt. Lemmon Survey |
| 295321 | 2008 GT138             | 7 d'abril de 2008     | Kitt Peak            | Spacewatch        |
| 295322 | 2008 GM139             | 4 d'abril de 2008     | Kitt Peak            | Spacewatch        |
| 295323 | 2008 GV140             | 11 d'abril de 2008    | Mount Lemmon         | Mt. Lemmon Survey |
| 295324 | 2008 GD141             | 14 d'abril de 2008    | Mount Lemmon         | Mt. Lemmon Survey |
| 295325 | 2008 GH143             | 6 d'abril de 2008     | Catalina             | CSS               |
| 295326 | 2008 GQ143             | 1 d'abril de 2008     | Mount Lemmon         | Mt. Lemmon Survey |
| 295327 | 2008 GZ144             | 5 d'abril de 2008     | Socorro              | LINEAR            |
| 295328 | 2008 HO                | 24 d'abril de 2008    | Mount Lemmon         | Mt. Lemmon Survey |
| 295329 | 2008 HG2               | 24 d'abril de 2008    | Andrushivka          | Andrushivka       |
| 295330 | 2008 HM2               | 25 d'abril de 2008    | La Sagra             | La Sagra          |
| 295331 | 2008 HL3               | 28 d'abril de 2008    | La Sagra             | La Sagra          |
| 295332 | 2008 HL4               | 29 d'abril de 2008    | La Sagra             | La Sagra          |
| 295333 | 2008 HN6               | 24 d'abril de 2008    | Kitt Peak            | Spacewatch        |
| 295334 | 2008 HR6               | 24 d'abril de 2008    | Kitt Peak            | Spacewatch        |
| 295335 | 2008 HE7               | 24 d'abril de 2008    | Mount Lemmon         | Mt. Lemmon Survey |
| 295336 | 2008 HY8               | 24 d'abril de 2008    | Kitt Peak            | Spacewatch        |
| 295337 | 2008 HB9               | 24 d'abril de 2008    | Kitt Peak            | Spacewatch        |
| 295338 | 2008 HY10              | 24 d'abril de 2008    | Kitt Peak            | Spacewatch        |
| 295339 | 2008 HJ12              | 24 d'abril de 2008    | Kitt Peak            | Spacewatch        |
| 295340 | 2008 HL12              | 24 d'abril de 2008    | Kitt Peak            | Spacewatch        |
| 295341 | 2008 HK13              | 25 d'abril de 2008    | Kitt Peak            | Spacewatch        |
| 295342 | 2008 HU15              | 25 d'abril de 2008    | Kitt Peak            | Spacewatch        |
| 295343 | 2008 HS16              | 25 d'abril de 2008    | Mount Lemmon         | Mt. Lemmon Survey |
| 295344 | 2008 HK17              | 26 d'abril de 2008    | Kitt Peak            | Spacewatch        |
| 295345 | 2008 HU17              | 26 d'abril de 2008    | Kitt Peak            | Spacewatch        |
| 295346 | 2008 HX21              | 26 d'abril de 2008    | Mount Lemmon         | Mt. Lemmon Survey |
| 295347 | 2008 HS24              | 27 d'abril de 2008    | Kitt Peak            | Spacewatch        |
| 295348 | 2008 HY24              | 27 d'abril de 2008    | Kitt Peak            | Spacewatch        |
| 295349 | 2008 HV27              | 28 d'abril de 2008    | Kitt Peak            | Spacewatch        |
| 295350 | 2008 HY27              | 28 d'abril de 2008    | Kitt Peak            | Spacewatch        |
| 295351 | 2008 HY30              | 6 de desembre de 2005 | Mount Lemmon         | Mt. Lemmon Survey |
| 295352 | 2008 HH31              | 29 d'abril de 2008    | Mount Lemmon         | Mt. Lemmon Survey |
| 295353 | 2008 HN33              | 25 d'abril de 2008    | Kitt Peak            | Spacewatch        |
| 295354 | 2008 HO33              | 26 d'abril de 2008    | Kitt Peak            | Spacewatch        |
| 295355 | 2008 HR33              | 26 d'abril de 2008    | Kitt Peak            | Spacewatch        |
| 295356 | 2008 HP35              | 29 d'abril de 2008    | Kitt Peak            | Spacewatch        |
| 295357 | 2008 HB36              | 29 d'abril de 2008    | Mount Lemmon         | Mt. Lemmon Survey |
| 295358 | 2008 HD36              | 29 d'abril de 2008    | Mount Lemmon         | Mt. Lemmon Survey |
| 295359 | 2008 HL36              | 30 d'abril de 2008    | Kitt Peak            | Spacewatch        |
| 295360 | 2008 HF39              | 26 d'abril de 2008    | Mount Lemmon         | Mt. Lemmon Survey |
| 295361 | 2008 HM46              | 28 d'abril de 2008    | Kitt Peak            | Spacewatch        |
| 295362 | 2008 HO48              | 29 d'abril de 2008    | Kitt Peak            | Spacewatch        |
| 295363 | 2008 HX49              | 29 d'abril de 2008    | Kitt Peak            | Spacewatch        |
| 295364 | 2008 HA51              | 29 d'abril de 2008    | Kitt Peak            | Spacewatch        |
| 295365 | 2008 HM51              | 29 d'abril de 2008    | Kitt Peak            | Spacewatch        |
| 295366 | 2008 HO51              | 29 d'abril de 2008    | Kitt Peak            | Spacewatch        |
| 295367 | 2008 HV51              | 29 d'abril de 2008    | Kitt Peak            | Spacewatch        |
| 295368 | 2008 HW51              | 29 d'abril de 2008    | Kitt Peak            | Spacewatch        |
| 295369 | 2008 HY52              | 29 d'abril de 2008    | Mount Lemmon         | Mt. Lemmon Survey |
| 295370 | 2008 HK54              | 29 d'abril de 2008    | Kitt Peak            | Spacewatch        |
| 295371 | 2008 HR54              | 29 d'abril de 2008    | Kitt Peak            | Spacewatch        |
| 295372 | 2008 HR56              | 30 d'abril de 2008    | Kitt Peak            | Spacewatch        |
| 295373 | 2008 HG60              | 28 d'abril de 2008    | Mount Lemmon         | Mt. Lemmon Survey |
| 295374 | 2008 HU60              | 29 d'abril de 2008    | Mount Lemmon         | Mt. Lemmon Survey |
| 295375 | 2008 HZ61              | 30 d'abril de 2008    | Kitt Peak            | Spacewatch        |
| 295376 | 2008 HZ63              | 29 d'abril de 2008    | Mount Lemmon         | Mt. Lemmon Survey |
| 295377 | 2008 HM64              | 29 d'abril de 2008    | Catalina             | CSS               |
| 295378 | 2008 HQ65              | 29 d'abril de 2008    | Socorro              | LINEAR            |
| 295379 | 2008 HS65              | 29 d'abril de 2008    | Socorro              | LINEAR            |
| 295380 | 2008 HT65              | 29 d'abril de 2008    | Socorro              | LINEAR            |
| 295381 | 2008 HR68              | 24 d'abril de 2008    | Kitt Peak            | Spacewatch        |
| 295382 | 2008 HU69              | 29 d'abril de 2008    | Mount Lemmon         | Mt. Lemmon Survey |
| 295383 | 2008 HX69              | 30 d'abril de 2008    | Mount Lemmon         | Mt. Lemmon Survey |
| 295384 | 2008 JL2               | 2 de maig de 2008     | Catalina             | CSS               |
| 295385 | 2008 JB3               | 2 de maig de 2008     | Bergisch Gladbac     | W. Bickel         |
| 295386 | 2008 JE4               | 1 de maig de 2008     | Kitt Peak            | Spacewatch        |
| 295387 | 2008 JZ4               | 2 de maig de 2008     | Catalina             | CSS               |
| 295388 | 2008 JD5               | 3 de maig de 2008     | Kitt Peak            | Spacewatch        |
| 295389 | 2008 JK5               | 3 de maig de 2008     | Mount Lemmon         | Mt. Lemmon Survey |
| 295390 | 2008 JG6               | 2 de maig de 2008     | Kitt Peak            | Spacewatch        |
| 295391 | 2008 JP6               | 2 de maig de 2008     | Kitt Peak            | Spacewatch        |
| 295392 | 2008 JT6               | 2 de maig de 2008     | Kitt Peak            | Spacewatch        |
| 295393 | 2008 JF7               | 2 de maig de 2008     | Kitt Peak            | Spacewatch        |
| 295394 | 2008 JJ7               | 2 de maig de 2008     | Kitt Peak            | Spacewatch        |
| 295395 | 2008 JO7               | 3 de maig de 2008     | Mount Lemmon         | Mt. Lemmon Survey |
| 295396 | 2008 JW7               | 5 de maig de 2008     | Mount Lemmon         | Mt. Lemmon Survey |
| 295397 | 2008 JT8               | 1 de maig de 2008     | Catalina             | CSS               |
| 295398 | 2008 JX8               | 1 de maig de 2008     | Catalina             | CSS               |
| 295399 | 2008 JZ8               | 1 de maig de 2008     | Catalina             | CSS               |
| 295400 | 2008 JU9               | 3 de maig de 2008     | Kitt Peak            | Spacewatch        |

## 295401-295500
| Nom    | Designació provisional | Data de descobriment  | Lloc de descobriment | Descobridor/s          |
| ------ | ---------------------- | --------------------- | -------------------- | ---------------------- |
| 295401 | 2008 JC10              | 3 de maig de 2008     | Kitt Peak            | Spacewatch             |
| 295402 | 2008 JW11              | 3 de maig de 2008     | Kitt Peak            | Spacewatch             |
| 295403 | 2008 JW13              | 6 de maig de 2008     | Mount Lemmon         | Mt. Lemmon Survey      |
| 295404 | 2008 JM15              | 2 de maig de 2008     | Kitt Peak            | Spacewatch             |
| 295405 | 2008 JU15              | 3 de maig de 2008     | Kitt Peak            | Spacewatch             |
| 295406 | 2008 JL20              | 9 de maig de 2008     | Siding Spring        | Siding Spring Survey   |
| 295407 | 2008 JT20              | 9 de maig de 2008     | Grove Creek          | F. Tozzi               |
| 295408 | 2008 JF21              | 10 de maig de 2008    | Bergisch Gladbac     | W. Bickel              |
| 295409 | 2008 JF22              | 6 de maig de 2008     | Siding Spring        | Siding Spring Survey   |
| 295410 | 2008 JE26              | 11 de maig de 2008    | Catalina             | CSS                    |
| 295411 | 2008 JH28              | 8 de maig de 2008     | Kitt Peak            | Spacewatch             |
| 295412 | 2008 JR28              | 8 de maig de 2008     | Kitt Peak            | Spacewatch             |
| 295413 | 2008 JH30              | 11 de maig de 2008    | Kitt Peak            | Spacewatch             |
| 295414 | 2008 JU31              | 5 de maig de 2008     | Catalina             | CSS                    |
| 295415 | 2008 JV35              | 2 de maig de 2008     | Kitt Peak            | Spacewatch             |
| 295416 | 2008 JF36              | 3 de maig de 2008     | Mount Lemmon         | Mt. Lemmon Survey      |
| 295417 | 2008 JS37              | 6 de maig de 2008     | Siding Spring        | Siding Spring Survey   |
| 295418 | 2008 JU40              | 5 de maig de 2008     | Mount Lemmon         | Mt. Lemmon Survey      |
| 295419 | 2008 KX4               | 27 de maig de 2008    | Kitt Peak            | Spacewatch             |
| 295420 | 2008 KZ4               | 27 de maig de 2008    | Kitt Peak            | Spacewatch             |
| 295421 | 2008 KX5               | 28 de maig de 2008    | Kitt Peak            | Spacewatch             |
| 295422 | 2008 KS7               | 27 de maig de 2008    | Kitt Peak            | Spacewatch             |
| 295423 | 2008 KB13              | 27 de maig de 2008    | Kitt Peak            | Spacewatch             |
| 295424 | 2008 KM25              | 29 de maig de 2008    | Mount Lemmon         | Mt. Lemmon Survey      |
| 295425 | 2008 KP26              | 29 de maig de 2008    | Kitt Peak            | Spacewatch             |
| 295426 | 2008 KT26              | 29 de maig de 2008    | Kitt Peak            | Spacewatch             |
| 295427 | 2008 KU29              | 29 de maig de 2008    | Kitt Peak            | Spacewatch             |
| 295428 | 2008 KW31              | 29 de maig de 2008    | Kitt Peak            | Spacewatch             |
| 295429 | 2008 KY31              | 29 de maig de 2008    | Kitt Peak            | Spacewatch             |
| 295430 | 2008 KU33              | 29 de maig de 2008    | Mount Lemmon         | Mt. Lemmon Survey      |
| 295431 | 2008 KG36              | 29 de maig de 2008    | Kitt Peak            | Spacewatch             |
| 295432 | 2008 KT37              | 30 de maig de 2008    | Kitt Peak            | Spacewatch             |
| 295433 | 2008 KW38              | 30 de maig de 2008    | Kitt Peak            | Spacewatch             |
| 295434 | 2008 KS40              | 29 de maig de 2008    | Mount Lemmon         | Mt. Lemmon Survey      |
| 295435 | 2008 KL41              | 30 de maig de 2008    | Kitt Peak            | Spacewatch             |
| 295436 | 2008 LS4               | 3 de juny de 2008     | Mount Lemmon         | Mt. Lemmon Survey      |
| 295437 | 2008 LF6               | 3 de juny de 2008     | Kitt Peak            | Spacewatch             |
| 295438 | 2008 LK10              | 6 de juny de 2008     | Kitt Peak            | Spacewatch             |
| 295439 | 2008 LQ10              | 6 de juny de 2008     | Kitt Peak            | Spacewatch             |
| 295440 | 2008 LF12              | 7 de juny de 2008     | Kitt Peak            | Spacewatch             |
| 295441 | 2008 LU15              | 10 de juny de 2008    | Kitt Peak            | Spacewatch             |
| 295442 | 2008 LU16              | 15 de juny de 2008    | Wrightwood           | J. W. Young            |
| 295443 | 2008 ML                | 24 de juny de 2008    | Siding Spring        | Siding Spring Survey   |
| 295444 | 2008 MN                | 24 de juny de 2008    | Skylive              | F. Tozzi               |
| 295445 | 2008 ND                | 1 de juliol de 2008   | Kitt Peak            | Spacewatch             |
| 295446 | 2008 OB3               | 28 de juliol de 2008  | La Sagra             | La Sagra               |
| 295447 | 2008 OW20              | 29 de juliol de 2008  | Kitt Peak            | Spacewatch             |
| 295448 | 2008 OO21              | 30 de juliol de 2008  | Kitt Peak            | Spacewatch             |
| 295449 | 2008 OX22              | 29 de juliol de 2008  | Kitt Peak            | Spacewatch             |
| 295450 | 2008 OR23              | 30 de juliol de 2008  | Kitt Peak            | Spacewatch             |
| 295451 | 2008 OW23              | 30 de juliol de 2008  | Kitt Peak            | Spacewatch             |
| 295452 | 2008 OF24              | 30 de juliol de 2008  | Kitt Peak            | Spacewatch             |
| 295453 | 2008 OJ24              | 30 de juliol de 2008  | Mount Lemmon         | Mt. Lemmon Survey      |
| 295454 | 2008 PW1               | 2 d'agost de 2008     | La Sagra             | La Sagra               |
| 295455 | 2008 PT2               | 3 d'agost de 2008     | Socorro              | LINEAR                 |
| 295456 | 2008 PB4               | 5 d'agost de 2008     | La Sagra             | La Sagra               |
| 295457 | 2008 PC4               | 5 d'agost de 2008     | La Sagra             | La Sagra               |
| 295458 | 2008 PA5               | 4 d'agost de 2008     | La Sagra             | La Sagra               |
| 295459 | 2008 PD10              | 5 d'agost de 2008     | La Sagra             | La Sagra               |
| 295460 | 2008 PO11              | 9 d'agost de 2008     | La Sagra             | La Sagra               |
| 295461 | 2008 PU12              | 9 d'agost de 2008     | La Sagra             | La Sagra               |
| 295462 | 2008 PS14              | 10 d'agost de 2008    | Dauban               | F. Kugel               |
| 295463 | 2008 PZ18              | 7 d'agost de 2008     | Kitt Peak            | Spacewatch             |
| 295464 | 2008 QN1               | 23 d'agost de 2008    | La Sagra             | La Sagra               |
| 295465 | 2008 QQ1               | 23 d'agost de 2008    | La Sagra             | La Sagra               |
| 295466 | 2008 QE2               | 24 d'agost de 2008    | La Sagra             | La Sagra               |
| 295467 | 2008 QH3               | 25 d'agost de 2008    | Sandlot              | G. Hug                 |
| 295468 | 2008 QZ4               | 22 d'agost de 2008    | Kitt Peak            | Spacewatch             |
| 295469 | 2008 QU7               | 26 d'agost de 2008    | Hibiscus             | S. F. Hoenig, N. Teamo |
| 295470 | 2008 QG11              | 26 d'agost de 2008    | La Sagra             | La Sagra               |
| 295471 | 2008 QM11              | 27 d'agost de 2008    | Vallemare Borbon     | V. S. Casulli          |
| 295472 | 2008 QJ14              | 26 d'agost de 2008    | Pises                | Pises                  |
| 295473 | 2008 QD16              | 27 d'agost de 2008    | Pises                | Pises                  |
| 295474 | 2008 QB18              | 28 d'agost de 2008    | Vicques              | M. Ory                 |
| 295475 | 2008 QM18              | 28 d'agost de 2008    | Pla D'Arguines       | R. Ferrando            |
| 295476 | 2008 QN23              | 29 d'agost de 2008    | Taunus               | E. Schwab, R. Kling    |
| 295477 | 2008 QE26              | 29 d'agost de 2008    | La Sagra             | La Sagra               |
| 295478 | 2008 QC27              | 30 d'agost de 2008    | La Sagra             | La Sagra               |
| 295479 | 2008 QP30              | 30 d'agost de 2008    | Socorro              | LINEAR                 |
| 295480 | 2008 QC37              | 21 d'agost de 2008    | Kitt Peak            | Spacewatch             |
| 295481 | 2008 QH37              | 21 d'agost de 2008    | Kitt Peak            | Spacewatch             |
| 295482 | 2008 QX37              | 22 d'agost de 2008    | Kitt Peak            | Spacewatch             |
| 295483 | 2008 QG39              | 24 d'agost de 2008    | Kitt Peak            | Spacewatch             |
| 295484 | 2008 QX47              | 23 d'agost de 2008    | Socorro              | LINEAR                 |
| 295485 | 2008 QB48              | 26 d'agost de 2008    | Socorro              | LINEAR                 |
| 295486 | 2008 RP2               | 2 de setembre de 2008 | Kitt Peak            | Spacewatch             |
| 295487 | 2008 RO3               | 2 de setembre de 2008 | Kitt Peak            | Spacewatch             |
| 295488 | 2008 RF14              | 4 de setembre de 2008 | Kitt Peak            | Spacewatch             |
| 295489 | 2008 RO17              | 4 de setembre de 2008 | Kitt Peak            | Spacewatch             |
| 295490 | 2008 RD18              | 4 de setembre de 2008 | Kitt Peak            | Spacewatch             |
| 295491 | 2008 RO20              | 4 de setembre de 2008 | Kitt Peak            | Spacewatch             |
| 295492 | 2008 RT22              | 5 de setembre de 2008 | Andrushivka          | Andrushivka            |
| 295493 | 2008 RL23              | 4 de setembre de 2008 | Socorro              | LINEAR                 |
| 295494 | 2008 RQ32              | 2 de setembre de 2008 | Kitt Peak            | Spacewatch             |
| 295495 | 2008 RU32              | 2 de setembre de 2008 | Kitt Peak            | Spacewatch             |
| 295496 | 2008 RV35              | 2 de setembre de 2008 | Kitt Peak            | Spacewatch             |
| 295497 | 2008 RE37              | 2 de setembre de 2008 | Kitt Peak            | Spacewatch             |
| 295498 | 2008 RN41              | 2 de setembre de 2008 | Kitt Peak            | Spacewatch             |
| 295499 | 2008 RW44              | 2 de setembre de 2008 | Kitt Peak            | Spacewatch             |
| 295500 | 2008 RQ45              | 2 de setembre de 2008 | Kitt Peak            | Spacewatch             |

## 295501-295600
| Nom             | Designació provisional | Data de descobriment   | Lloc de descobriment | Descobridor/s       |
| --------------- | ---------------------- | ---------------------- | -------------------- | ------------------- |
| 295501          | 2008 RG51              | 3 de setembre de 2008  | Kitt Peak            | Spacewatch          |
| 295502          | 2008 RM51              | 3 de setembre de 2008  | Kitt Peak            | Spacewatch          |
| 295503          | 2008 RE55              | 3 de setembre de 2008  | Kitt Peak            | Spacewatch          |
| 295504          | 2008 RF57              | 3 de setembre de 2008  | Kitt Peak            | Spacewatch          |
| 295505          | 2008 RD60              | 4 de setembre de 2008  | Kitt Peak            | Spacewatch          |
| 295506          | 2008 RR62              | 4 de setembre de 2008  | Kitt Peak            | Spacewatch          |
| 295507          | 2008 RO64              | 4 de setembre de 2008  | Kitt Peak            | Spacewatch          |
| 295508          | 2008 RX66              | 4 de setembre de 2008  | Kitt Peak            | Spacewatch          |
| 295509          | 2008 RQ73              | 6 de setembre de 2008  | Catalina             | CSS                 |
| 295510          | 2008 RE74              | 6 de setembre de 2008  | Catalina             | CSS                 |
| 295511          | 2008 RH75              | 6 de setembre de 2008  | Catalina             | CSS                 |
| 295512          | 2008 RR75              | 6 de setembre de 2008  | Mount Lemmon         | Mt. Lemmon Survey   |
| 295513          | 2008 RR82              | 4 de setembre de 2008  | Kitt Peak            | Spacewatch          |
| 295514          | 2008 RW86              | 5 de setembre de 2008  | Kitt Peak            | Spacewatch          |
| 295515          | 2008 RP88              | 5 de setembre de 2008  | Kitt Peak            | Spacewatch          |
| 295516          | 2008 RN92              | 6 de setembre de 2008  | Kitt Peak            | Spacewatch          |
| 295517          | 2008 RP102             | 4 de setembre de 2008  | Kitt Peak            | Spacewatch          |
| 295518          | 2008 RF103             | 5 de setembre de 2008  | Kitt Peak            | Spacewatch          |
| 295519          | 2008 RK109             | 2 de setembre de 2008  | Kitt Peak            | Spacewatch          |
| 295520          | 2008 RP112             | 5 de setembre de 2008  | Kitt Peak            | Spacewatch          |
| 295521          | 2008 RA114             | 6 de setembre de 2008  | Kitt Peak            | Spacewatch          |
| 295522          | 2008 RV115             | 7 de setembre de 2008  | Mount Lemmon         | Mt. Lemmon Survey   |
| 295523          | 2008 RA116             | 7 de setembre de 2008  | Mount Lemmon         | Mt. Lemmon Survey   |
| 295524          | 2008 RY116             | 7 de setembre de 2008  | Mount Lemmon         | Mt. Lemmon Survey   |
| 295525          | 2008 RK117             | 9 de setembre de 2008  | Mount Lemmon         | Mt. Lemmon Survey   |
| 295526          | 2008 RC118             | 9 de setembre de 2008  | Mount Lemmon         | Mt. Lemmon Survey   |
| 295527          | 2008 RV119             | 4 de setembre de 2008  | Kitt Peak            | Spacewatch          |
| 295528          | 2008 RZ119             | 6 de setembre de 2008  | Kitt Peak            | Spacewatch          |
| 295529          | 2008 RK121             | 2 de setembre de 2008  | Kitt Peak            | Spacewatch          |
| 295530          | 2008 RC124             | 6 de setembre de 2008  | Mount Lemmon         | Mt. Lemmon Survey   |
| 295531          | 2008 RK125             | 7 de setembre de 2008  | Mount Lemmon         | Mt. Lemmon Survey   |
| 295532          | 2008 RV127             | 6 de setembre de 2008  | Mount Lemmon         | Mt. Lemmon Survey   |
| 295533          | 2008 RV131             | 7 de setembre de 2008  | Catalina             | CSS                 |
| 295534          | 2008 RH133             | 6 de setembre de 2008  | Catalina             | CSS                 |
| 295535          | 2008 RH134             | 6 de setembre de 2008  | Catalina             | CSS                 |
| 295536          | 2008 RD138             | 6 de setembre de 2008  | Mount Lemmon         | Mt. Lemmon Survey   |
| 295537          | 2008 RF138             | 6 de setembre de 2008  | Catalina             | CSS                 |
| 295538          | 2008 RO141             | 6 de setembre de 2008  | Mount Lemmon         | Mt. Lemmon Survey   |
| 295539          | 2008 RL142             | 7 de setembre de 2008  | Socorro              | LINEAR              |
| 295540          | 2008 RR142             | 7 de setembre de 2008  | Socorro              | LINEAR              |
| 295541          | 2008 SK1               | 22 de setembre de 2008 | Sierra Stars         | F. Tozzi            |
| 295542          | 2008 SC2               | 22 de setembre de 2008 | Hibiscus             | N. Teamo            |
| 295543          | 2008 SK3               | 22 de setembre de 2008 | Socorro              | LINEAR              |
| 295544          | 2008 SK7               | 22 de setembre de 2008 | Goodricke-Pigott     | R. A. Tucker        |
| 295545          | 2008 SF9               | 22 de setembre de 2008 | Socorro              | LINEAR              |
| 295546          | 2008 SB11              | 23 de setembre de 2008 | Socorro              | LINEAR              |
| 295547          | 2008 SU13              | 19 de setembre de 2008 | Kitt Peak            | Spacewatch          |
| 295548          | 2008 SR14              | 19 de setembre de 2008 | Kitt Peak            | Spacewatch          |
| 295549          | 2008 SL20              | 19 de setembre de 2008 | Kitt Peak            | Spacewatch          |
| 295550          | 2008 SC21              | 19 de setembre de 2008 | Kitt Peak            | Spacewatch          |
| 295551          | 2008 SH26              | 19 de setembre de 2008 | Kitt Peak            | Spacewatch          |
| 295552          | 2008 SU41              | 20 de setembre de 2008 | Mount Lemmon         | Mt. Lemmon Survey   |
| 295553          | 2008 SO42              | 20 de setembre de 2008 | Kitt Peak            | Spacewatch          |
| 295554          | 2008 SS42              | 20 de setembre de 2008 | Kitt Peak            | Spacewatch          |
| 295555          | 2008 SX52              | 20 de setembre de 2008 | Mount Lemmon         | Mt. Lemmon Survey   |
| 295556          | 2008 SJ54              | 20 de setembre de 2008 | Mount Lemmon         | Mt. Lemmon Survey   |
| 295557          | 2008 SQ54              | 20 de setembre de 2008 | Mount Lemmon         | Mt. Lemmon Survey   |
| 295558          | 2008 SM55              | 20 de setembre de 2008 | Mount Lemmon         | Mt. Lemmon Survey   |
| 295559          | 2008 SC56              | 20 de setembre de 2008 | Kitt Peak            | Spacewatch          |
| 295560          | 2008 SV62              | 21 de setembre de 2008 | Kitt Peak            | Spacewatch          |
| 295561          | 2008 SX65              | 21 de setembre de 2008 | Mount Lemmon         | Mt. Lemmon Survey   |
| 295562          | 2008 SO66              | 21 de setembre de 2008 | Catalina             | CSS                 |
| 295563          | 2008 SJ68              | 21 de setembre de 2008 | Mount Lemmon         | Mt. Lemmon Survey   |
| 295564          | 2008 ST72              | 22 de setembre de 2008 | Mount Lemmon         | Mt. Lemmon Survey   |
| 295565 Hannover | 2008 SL83              | 27 de setembre de 2008 | Taunus               | S. Karge, E. Schwab |
| 295566          | 2008 ST83              | 28 de setembre de 2008 | Altschwendt          | W. Ries             |
| 295567          | 2008 SF86              | 20 de setembre de 2008 | Kitt Peak            | Spacewatch          |
| 295568          | 2008 SJ91              | 21 de setembre de 2008 | Kitt Peak            | Spacewatch          |
| 295569          | 2008 SF92              | 21 de setembre de 2008 | Kitt Peak            | Spacewatch          |
| 295570          | 2008 SN95              | 21 de setembre de 2008 | Kitt Peak            | Spacewatch          |
| 295571          | 2008 SA96              | 21 de setembre de 2008 | Kitt Peak            | Spacewatch          |
| 295572          | 2008 SH98              | 21 de setembre de 2008 | Kitt Peak            | Spacewatch          |
| 295573          | 2008 SQ102             | 21 de setembre de 2008 | Mount Lemmon         | Mt. Lemmon Survey   |
| 295574          | 2008 SW103             | 21 de setembre de 2008 | Kitt Peak            | Spacewatch          |
| 295575          | 2008 SX104             | 21 de setembre de 2008 | Kitt Peak            | Spacewatch          |
| 295576          | 2008 SB107             | 21 de setembre de 2008 | Kitt Peak            | Spacewatch          |
| 295577          | 2008 SM107             | 22 de setembre de 2008 | Kitt Peak            | Spacewatch          |
| 295578          | 2008 SM108             | 22 de setembre de 2008 | Mount Lemmon         | Mt. Lemmon Survey   |
| 295579          | 2008 SG110             | 22 de setembre de 2008 | Kitt Peak            | Spacewatch          |
| 295580          | 2008 SO110             | 22 de setembre de 2008 | Kitt Peak            | Spacewatch          |
| 295581          | 2008 ST112             | 22 de setembre de 2008 | Kitt Peak            | Spacewatch          |
| 295582          | 2008 SW114             | 22 de setembre de 2008 | Kitt Peak            | Spacewatch          |
| 295583          | 2008 SV117             | 22 de setembre de 2008 | Mount Lemmon         | Mt. Lemmon Survey   |
| 295584          | 2008 SE123             | 22 de setembre de 2008 | Mount Lemmon         | Mt. Lemmon Survey   |
| 295585          | 2008 SS124             | 22 de setembre de 2008 | Mount Lemmon         | Mt. Lemmon Survey   |
| 295586          | 2008 SC129             | 22 de setembre de 2008 | Kitt Peak            | Spacewatch          |
| 295587          | 2008 SL130             | 22 de setembre de 2008 | Kitt Peak            | Spacewatch          |
| 295588          | 2008 SW132             | 22 de setembre de 2008 | Kitt Peak            | Spacewatch          |
| 295589          | 2008 SZ132             | 22 de setembre de 2008 | Kitt Peak            | Spacewatch          |
| 295590          | 2008 SR134             | 23 de setembre de 2008 | Kitt Peak            | Spacewatch          |
| 295591          | 2008 SA136             | 23 de setembre de 2008 | Mount Lemmon         | Mt. Lemmon Survey   |
| 295592          | 2008 SF138             | 23 de setembre de 2008 | Kitt Peak            | Spacewatch          |
| 295593          | 2008 SB139             | 23 de setembre de 2008 | Kitt Peak            | Spacewatch          |
| 295594          | 2008 SL145             | 20 de setembre de 2008 | Kitt Peak            | Spacewatch          |
| 295595          | 2008 SE146             | 23 de setembre de 2008 | Kitt Peak            | Spacewatch          |
| 295596          | 2008 SL146             | 23 de setembre de 2008 | Kitt Peak            | Spacewatch          |
| 295597          | 2008 SP161             | 28 de setembre de 2008 | Socorro              | LINEAR              |
| 295598          | 2008 SA168             | 28 de setembre de 2008 | Socorro              | LINEAR              |
| 295599          | 2008 SY169             | 21 de setembre de 2008 | Mount Lemmon         | Mt. Lemmon Survey   |
| 295600          | 2008 SR173             | 22 de setembre de 2008 | Kitt Peak            | Spacewatch          |

## 295601-295700
| Nom    | Designació provisional | Data de descobriment   | Lloc de descobriment | Descobridor/s          |
| ------ | ---------------------- | ---------------------- | -------------------- | ---------------------- |
| 295601 | 2008 SJ175             | 23 de setembre de 2008 | Kitt Peak            | Spacewatch             |
| 295602 | 2008 SN176             | 23 de setembre de 2008 | Mount Lemmon         | Mt. Lemmon Survey      |
| 295603 | 2008 SW176             | 23 de setembre de 2008 | Mount Lemmon         | Mt. Lemmon Survey      |
| 295604 | 2008 SO177             | 23 de setembre de 2008 | Kitt Peak            | Spacewatch             |
| 295605 | 2008 SC181             | 24 de setembre de 2008 | Kitt Peak            | Spacewatch             |
| 295606 | 2008 SP182             | 11 de març de 2007     | Kitt Peak            | Spacewatch             |
| 295607 | 2008 SD185             | 24 de setembre de 2008 | Kitt Peak            | Spacewatch             |
| 295608 | 2008 SY187             | 25 de setembre de 2008 | Kitt Peak            | Spacewatch             |
| 295609 | 2008 SA194             | 25 de setembre de 2008 | Kitt Peak            | Spacewatch             |
| 295610 | 2008 SC194             | 25 de setembre de 2008 | Kitt Peak            | Spacewatch             |
| 295611 | 2008 SM195             | 25 de setembre de 2008 | Kitt Peak            | Spacewatch             |
| 295612 | 2008 SH196             | 25 de setembre de 2008 | Kitt Peak            | Spacewatch             |
| 295613 | 2008 SB197             | 25 de setembre de 2008 | Kitt Peak            | Spacewatch             |
| 295614 | 2008 SB198             | 25 de setembre de 2008 | Kitt Peak            | Spacewatch             |
| 295615 | 2008 SB202             | 26 de setembre de 2008 | Kitt Peak            | Spacewatch             |
| 295616 | 2008 SN204             | 26 de setembre de 2008 | Kitt Peak            | Spacewatch             |
| 295617 | 2008 SA208             | 27 de setembre de 2008 | Catalina             | CSS                    |
| 295618 | 2008 SL213             | 29 de setembre de 2008 | Mount Lemmon         | Mt. Lemmon Survey      |
| 295619 | 2008 SJ218             | 30 de setembre de 2008 | La Sagra             | La Sagra               |
| 295620 | 2008 SM223             | 25 de setembre de 2008 | Mount Lemmon         | Mt. Lemmon Survey      |
| 295621 | 2008 SO223             | 25 de setembre de 2008 | Mount Lemmon         | Mt. Lemmon Survey      |
| 295622 | 2008 SH224             | 26 de setembre de 2008 | Kitt Peak            | Spacewatch             |
| 295623 | 2008 ST224             | 26 de setembre de 2008 | Kitt Peak            | Spacewatch             |
| 295624 | 2008 SC225             | 26 de setembre de 2008 | Kitt Peak            | Spacewatch             |
| 295625 | 2008 SM232             | 28 de setembre de 2008 | Mount Lemmon         | Mt. Lemmon Survey      |
| 295626 | 2008 SS235             | 28 de setembre de 2008 | Kitt Peak            | Spacewatch             |
| 295627 | 2008 SF236             | 29 de setembre de 2008 | Kitt Peak            | Spacewatch             |
| 295628 | 2008 SP236             | 29 de setembre de 2008 | Kitt Peak            | Spacewatch             |
| 295629 | 2008 SA237             | 29 de setembre de 2008 | Kitt Peak            | Spacewatch             |
| 295630 | 2008 SZ244             | 29 de setembre de 2008 | Catalina             | CSS                    |
| 295631 | 2008 SR248             | 21 de setembre de 2008 | Kitt Peak            | Spacewatch             |
| 295632 | 2008 SS249             | 23 de setembre de 2008 | Kitt Peak            | Spacewatch             |
| 295633 | 2008 SP251             | 25 de setembre de 2008 | Kitt Peak            | Spacewatch             |
| 295634 | 2008 SJ253             | 21 de setembre de 2008 | Catalina             | CSS                    |
| 295635 | 2008 SN253             | 21 de setembre de 2008 | Kitt Peak            | Spacewatch             |
| 295636 | 2008 SO253             | 21 de setembre de 2008 | Kitt Peak            | Spacewatch             |
| 295637 | 2008 SE254             | 22 de setembre de 2008 | Kitt Peak            | Spacewatch             |
| 295638 | 2008 SN254             | 22 de setembre de 2008 | Mount Lemmon         | Mt. Lemmon Survey      |
| 295639 | 2008 SF256             | 20 de setembre de 2008 | Kitt Peak            | Spacewatch             |
| 295640 | 2008 SZ257             | 22 de setembre de 2008 | Mount Lemmon         | Mt. Lemmon Survey      |
| 295641 | 2008 SE261             | 23 de setembre de 2008 | Kitt Peak            | Spacewatch             |
| 295642 | 2008 SW264             | 26 de setembre de 2008 | Kitt Peak            | Spacewatch             |
| 295643 | 2008 SR273             | 28 de setembre de 2008 | Kitt Peak            | Spacewatch             |
| 295644 | 2008 SH278             | 29 de setembre de 2008 | Mount Lemmon         | Mt. Lemmon Survey      |
| 295645 | 2008 SP279             | 24 de setembre de 2008 | Kitt Peak            | Spacewatch             |
| 295646 | 2008 SG280             | 29 de setembre de 2008 | Kitt Peak            | Spacewatch             |
| 295647 | 2008 SC293             | 22 de setembre de 2008 | Catalina             | CSS                    |
| 295648 | 2008 SR297             | 28 de setembre de 2008 | Mount Lemmon         | Mt. Lemmon Survey      |
| 295649 | 2008 SX301             | 23 de setembre de 2008 | Socorro              | LINEAR                 |
| 295650 | 2008 SD305             | 26 de setembre de 2008 | Kitt Peak            | Spacewatch             |
| 295651 | 2008 ST307             | 29 de setembre de 2008 | Mount Lemmon         | Mt. Lemmon Survey      |
| 295652 | 2008 TT                | 1 d'octubre de 2008    | Hibiscus             | S. F. Hoenig, N. Teamo |
| 295653 | 2008 TX4               | 1 d'octubre de 2008    | La Sagra             | La Sagra               |
| 295654 | 2008 TQ6               | 3 d'octubre de 2008    | La Sagra             | La Sagra               |
| 295655 | 2008 TJ7               | 3 d'octubre de 2008    | La Sagra             | La Sagra               |
| 295656 | 2008 TV7               | 4 d'octubre de 2008    | La Sagra             | La Sagra               |
| 295657 | 2008 TP19              | 1 d'octubre de 2008    | Mount Lemmon         | Mt. Lemmon Survey      |
| 295658 | 2008 TB30              | 1 d'octubre de 2008    | Mount Lemmon         | Mt. Lemmon Survey      |
| 295659 | 2008 TM33              | 1 d'octubre de 2008    | Kitt Peak            | Spacewatch             |
| 295660 | 2008 TA41              | 1 d'octubre de 2008    | Mount Lemmon         | Mt. Lemmon Survey      |
| 295661 | 2008 TZ43              | 1 d'octubre de 2008    | Mount Lemmon         | Mt. Lemmon Survey      |
| 295662 | 2008 TH45              | 1 d'octubre de 2008    | Mount Lemmon         | Mt. Lemmon Survey      |
| 295663 | 2008 TK47              | 1 d'octubre de 2008    | Kitt Peak            | Spacewatch             |
| 295664 | 2008 TT48              | 2 d'octubre de 2008    | Kitt Peak            | Spacewatch             |
| 295665 | 2008 TG55              | 2 d'octubre de 2008    | Kitt Peak            | Spacewatch             |
| 295666 | 2008 TA59              | 2 d'octubre de 2008    | Kitt Peak            | Spacewatch             |
| 295667 | 2008 TG60              | 2 d'octubre de 2008    | Mount Lemmon         | Mt. Lemmon Survey      |
| 295668 | 2008 TT63              | 2 d'octubre de 2008    | Kitt Peak            | Spacewatch             |
| 295669 | 2008 TD68              | 2 d'octubre de 2008    | Kitt Peak            | Spacewatch             |
| 295670 | 2008 TP78              | 2 d'octubre de 2008    | Mount Lemmon         | Mt. Lemmon Survey      |
| 295671 | 2008 TH81              | 2 d'octubre de 2008    | Mount Lemmon         | Mt. Lemmon Survey      |
| 295672 | 2008 TO82              | 3 d'octubre de 2008    | La Sagra             | La Sagra               |
| 295673 | 2008 TK85              | 3 d'octubre de 2008    | Mount Lemmon         | Mt. Lemmon Survey      |
| 295674 | 2008 TS87              | 3 d'octubre de 2008    | Kitt Peak            | Spacewatch             |
| 295675 | 2008 TF91              | 3 d'octubre de 2008    | La Sagra             | La Sagra               |
| 295676 | 2008 TQ92              | 4 d'octubre de 2008    | La Sagra             | La Sagra               |
| 295677 | 2008 TH94              | 5 d'octubre de 2008    | La Sagra             | La Sagra               |
| 295678 | 2008 TV94              | 5 d'octubre de 2008    | La Sagra             | La Sagra               |
| 295679 | 2008 TA99              | 6 d'octubre de 2008    | Kitt Peak            | Spacewatch             |
| 295680 | 2008 TS99              | 6 d'octubre de 2008    | Kitt Peak            | Spacewatch             |
| 295681 | 2008 TD101             | 6 d'octubre de 2008    | Kitt Peak            | Spacewatch             |
| 295682 | 2008 TE111             | 6 d'octubre de 2008    | Catalina             | CSS                    |
| 295683 | 2008 TP111             | 6 d'octubre de 2008    | Catalina             | CSS                    |
| 295684 | 2008 TW111             | 6 d'octubre de 2008    | Catalina             | CSS                    |
| 295685 | 2008 TX118             | 7 d'octubre de 2008    | Kitt Peak            | Spacewatch             |
| 295686 | 2008 TA119             | 7 d'octubre de 2008    | Kitt Peak            | Spacewatch             |
| 295687 | 2008 TX126             | 8 d'octubre de 2008    | Kitt Peak            | Spacewatch             |
| 295688 | 2008 TO128             | 8 d'octubre de 2008    | Catalina             | CSS                    |
| 295689 | 2008 TC137             | 8 d'octubre de 2008    | Kitt Peak            | Spacewatch             |
| 295690 | 2008 TP138             | 8 d'octubre de 2008    | Mount Lemmon         | Mt. Lemmon Survey      |
| 295691 | 2008 TM144             | 9 d'octubre de 2008    | Mount Lemmon         | Mt. Lemmon Survey      |
| 295692 | 2008 TW150             | 9 d'octubre de 2008    | Mount Lemmon         | Mt. Lemmon Survey      |
| 295693 | 2008 TJ158             | 8 d'octubre de 2008    | Siding Spring        | Siding Spring Survey   |
| 295694 | 2008 TW161             | 8 d'octubre de 2008    | Kitt Peak            | Spacewatch             |
| 295695 | 2008 TC166             | 6 d'octubre de 2008    | Mount Lemmon         | Mt. Lemmon Survey      |
| 295696 | 2008 TW167             | 10 d'octubre de 2008   | Kitt Peak            | Spacewatch             |
| 295697 | 2008 TD169             | 6 d'octubre de 2008    | Kitt Peak            | Spacewatch             |
| 295698 | 2008 TN171             | 3 d'octubre de 2008    | Mount Lemmon         | Mt. Lemmon Survey      |
| 295699 | 2008 TC173             | 1 d'octubre de 2008    | Mount Lemmon         | Mt. Lemmon Survey      |
| 295700 | 2008 TQ174             | 6 d'octubre de 2008    | Mount Lemmon         | Mt. Lemmon Survey      |

## 295701-295800
| Nom    | Designació provisional | Data de descobriment   | Lloc de descobriment | Descobridor/s     |
| ------ | ---------------------- | ---------------------- | -------------------- | ----------------- |
| 295701 | 2008 TW174             | 8 d'octubre de 2008    | Kitt Peak            | Spacewatch        |
| 295702 | 2008 TS183             | 2 d'octubre de 2008    | Kitt Peak            | Spacewatch        |
| 295703 | 2008 TQ185             | 6 d'octubre de 2008    | Mount Lemmon         | Mt. Lemmon Survey |
| 295704 | 2008 TZ189             | 10 d'octubre de 2008   | Mount Lemmon         | Mt. Lemmon Survey |
| 295705 | 2008 TB190             | 1 d'octubre de 2008    | Mount Lemmon         | Mt. Lemmon Survey |
| 295706 | 2008 UG3               | 24 d'octubre de 2008   | Mount Lemmon         | Mt. Lemmon Survey |
| 295707 | 2008 UA10              | 17 d'octubre de 2008   | Kitt Peak            | Spacewatch        |
| 295708 | 2008 UC11              | 17 d'octubre de 2008   | Kitt Peak            | Spacewatch        |
| 295709 | 2008 UY12              | 17 d'octubre de 2008   | Kitt Peak            | Spacewatch        |
| 295710 | 2008 UM15              | 18 d'octubre de 2008   | Kitt Peak            | Spacewatch        |
| 295711 | 2008 UV26              | 20 d'octubre de 2008   | Kitt Peak            | Spacewatch        |
| 295712 | 2008 UG28              | 20 d'octubre de 2008   | Kitt Peak            | Spacewatch        |
| 295713 | 2008 UT29              | 20 d'octubre de 2008   | Kitt Peak            | Spacewatch        |
| 295714 | 2008 UN33              | 20 d'octubre de 2008   | Mount Lemmon         | Mt. Lemmon Survey |
| 295715 | 2008 UM34              | 20 d'octubre de 2008   | Kitt Peak            | Spacewatch        |
| 295716 | 2008 UP35              | 20 d'octubre de 2008   | Mount Lemmon         | Mt. Lemmon Survey |
| 295717 | 2008 UY37              | 20 d'octubre de 2008   | Kitt Peak            | Spacewatch        |
| 295718 | 2008 UN38              | 20 d'octubre de 2008   | Kitt Peak            | Spacewatch        |
| 295719 | 2008 UD40              | 20 d'octubre de 2008   | Kitt Peak            | Spacewatch        |
| 295720 | 2008 UT42              | 20 d'octubre de 2008   | Kitt Peak            | Spacewatch        |
| 295721 | 2008 UZ42              | 20 d'octubre de 2008   | Kitt Peak            | Spacewatch        |
| 295722 | 2008 UU47              | 20 d'octubre de 2008   | Kitt Peak            | Spacewatch        |
| 295723 | 2008 UR51              | 20 d'octubre de 2008   | Kitt Peak            | Spacewatch        |
| 295724 | 2008 UD53              | 20 d'octubre de 2008   | Mount Lemmon         | Mt. Lemmon Survey |
| 295725 | 2008 UE54              | 20 d'octubre de 2008   | Kitt Peak            | Spacewatch        |
| 295726 | 2008 UE58              | 21 d'octubre de 2008   | Kitt Peak            | Spacewatch        |
| 295727 | 2008 UF60              | 21 d'octubre de 2008   | Kitt Peak            | Spacewatch        |
| 295728 | 2008 UQ60              | 21 d'octubre de 2008   | Kitt Peak            | Spacewatch        |
| 295729 | 2008 UG61              | 21 d'octubre de 2008   | Kitt Peak            | Spacewatch        |
| 295730 | 2008 UD62              | 21 d'octubre de 2008   | Kitt Peak            | Spacewatch        |
| 295731 | 2008 UO62              | 21 d'octubre de 2008   | Kitt Peak            | Spacewatch        |
| 295732 | 2008 UP64              | 21 d'octubre de 2008   | Mount Lemmon         | Mt. Lemmon Survey |
| 295733 | 2008 UW65              | 21 d'octubre de 2008   | Kitt Peak            | Spacewatch        |
| 295734 | 2008 UE66              | 21 d'octubre de 2008   | Kitt Peak            | Spacewatch        |
| 295735 | 2008 UY71              | 21 d'octubre de 2008   | Kitt Peak            | Spacewatch        |
| 295736 | 2008 UD73              | 21 d'octubre de 2008   | Kitt Peak            | Spacewatch        |
| 295737 | 2008 UW79              | 22 d'octubre de 2008   | Kitt Peak            | Spacewatch        |
| 295738 | 2008 UT83              | 22 d'octubre de 2008   | Mount Lemmon         | Mt. Lemmon Survey |
| 295739 | 2008 UM86              | 23 d'octubre de 2008   | Kitt Peak            | Spacewatch        |
| 295740 | 2008 UL88              | 24 d'octubre de 2008   | Mount Lemmon         | Mt. Lemmon Survey |
| 295741 | 2008 UJ94              | 26 d'octubre de 2008   | Socorro              | LINEAR            |
| 295742 | 2008 UF95              | 25 d'octubre de 2008   | Wildberg             | R. Apitzsch       |
| 295743 | 2008 UK96              | 24 d'octubre de 2008   | Socorro              | LINEAR            |
| 295744 | 2008 UC98              | 26 d'octubre de 2008   | Socorro              | LINEAR            |
| 295745 | 2008 UH98              | 26 d'octubre de 2008   | Socorro              | LINEAR            |
| 295746 | 2008 UN100             | 30 d'octubre de 2008   | Cordell-Lorenz       | D. T. Durig       |
| 295747 | 2008 UR113             | 22 d'octubre de 2008   | Kitt Peak            | Spacewatch        |
| 295748 | 2008 UL114             | 22 d'octubre de 2008   | Kitt Peak            | Spacewatch        |
| 295749 | 2008 UZ115             | 22 d'octubre de 2008   | Kitt Peak            | Spacewatch        |
| 295750 | 2008 UN116             | 22 d'octubre de 2008   | Kitt Peak            | Spacewatch        |
| 295751 | 2008 UW117             | 22 d'octubre de 2008   | Kitt Peak            | Spacewatch        |
| 295752 | 2008 UP119             | 30 de desembre de 2005 | Kitt Peak            | Spacewatch        |
| 295753 | 2008 UY129             | 23 d'octubre de 2008   | Kitt Peak            | Spacewatch        |
| 295754 | 2008 UM131             | 23 d'octubre de 2008   | Kitt Peak            | Spacewatch        |
| 295755 | 2008 UQ138             | 23 d'octubre de 2008   | Kitt Peak            | Spacewatch        |
| 295756 | 2008 UD144             | 23 d'octubre de 2008   | Kitt Peak            | Spacewatch        |
| 295757 | 2008 UT146             | 23 d'octubre de 2008   | Kitt Peak            | Spacewatch        |
| 295758 | 2008 UM147             | 23 d'octubre de 2008   | Kitt Peak            | Spacewatch        |
| 295759 | 2008 UO151             | 23 d'octubre de 2008   | Kitt Peak            | Spacewatch        |
| 295760 | 2008 UZ152             | 23 d'octubre de 2008   | Mount Lemmon         | Mt. Lemmon Survey |
| 295761 | 2008 UL155             | 23 d'octubre de 2008   | Mount Lemmon         | Mt. Lemmon Survey |
| 295762 | 2008 UN156             | 23 d'octubre de 2008   | Kitt Peak            | Spacewatch        |
| 295763 | 2008 UQ158             | 23 d'octubre de 2008   | Kitt Peak            | Spacewatch        |
| 295764 | 2008 UB160             | 23 d'octubre de 2008   | Kitt Peak            | Spacewatch        |
| 295765 | 2008 UK163             | 24 d'octubre de 2008   | Kitt Peak            | Spacewatch        |
| 295766 | 2008 UF164             | 24 d'octubre de 2008   | Kitt Peak            | Spacewatch        |
| 295767 | 2008 UK170             | 24 d'octubre de 2008   | Catalina             | CSS               |
| 295768 | 2008 UT171             | 24 d'octubre de 2008   | Kitt Peak            | Spacewatch        |
| 295769 | 2008 UV180             | 24 d'octubre de 2008   | Kitt Peak            | Spacewatch        |
| 295770 | 2008 UL181             | 24 d'octubre de 2008   | Mount Lemmon         | Mt. Lemmon Survey |
| 295771 | 2008 UD187             | 24 d'octubre de 2008   | Kitt Peak            | Spacewatch        |
| 295772 | 2008 UG187             | 24 d'octubre de 2008   | Kitt Peak            | Spacewatch        |
| 295773 | 2008 UR198             | 26 d'octubre de 2008   | Socorro              | LINEAR            |
| 295774 | 2008 US200             | 27 d'octubre de 2008   | Socorro              | LINEAR            |
| 295775 | 2008 UO201             | 28 d'octubre de 2008   | Socorro              | LINEAR            |
| 295776 | 2008 UY203             | 28 d'octubre de 2008   | Socorro              | LINEAR            |
| 295777 | 2008 UL204             | 28 d'octubre de 2008   | Socorro              | LINEAR            |
| 295778 | 2008 UZ207             | 23 d'octubre de 2008   | Kitt Peak            | Spacewatch        |
| 295779 | 2008 UH208             | 23 d'octubre de 2008   | Kitt Peak            | Spacewatch        |
| 295780 | 2008 UG213             | 24 d'octubre de 2008   | Catalina             | CSS               |
| 295781 | 2008 UQ216             | 25 d'octubre de 2008   | Kitt Peak            | Spacewatch        |
| 295782 | 2008 UD225             | 25 d'octubre de 2008   | Kitt Peak            | Spacewatch        |
| 295783 | 2008 UN225             | 25 d'octubre de 2008   | Kitt Peak            | Spacewatch        |
| 295784 | 2008 UB227             | 25 d'octubre de 2008   | Kitt Peak            | Spacewatch        |
| 295785 | 2008 UE228             | 25 d'octubre de 2008   | Kitt Peak            | Spacewatch        |
| 295786 | 2008 UG229             | 25 d'octubre de 2008   | Kitt Peak            | Spacewatch        |
| 295787 | 2008 UT229             | 25 d'octubre de 2008   | Kitt Peak            | Spacewatch        |
| 295788 | 2008 UY231             | 26 d'octubre de 2008   | Kitt Peak            | Spacewatch        |
| 295789 | 2008 US248             | 26 d'octubre de 2008   | Kitt Peak            | Spacewatch        |
| 295790 | 2008 UP255             | 6 de setembre de 2004  | Ottmarsheim          | C. Rinner         |
| 295791 | 2008 UF258             | 27 d'octubre de 2008   | Kitt Peak            | Spacewatch        |
| 295792 | 2008 UP258             | 27 d'octubre de 2008   | Kitt Peak            | Spacewatch        |
| 295793 | 2008 UG268             | 28 d'octubre de 2008   | Kitt Peak            | Spacewatch        |
| 295794 | 2008 UH269             | 28 d'octubre de 2008   | Kitt Peak            | Spacewatch        |
| 295795 | 2008 UA272             | 28 d'octubre de 2008   | Kitt Peak            | Spacewatch        |
| 295796 | 2008 UV273             | 28 d'octubre de 2008   | Kitt Peak            | Spacewatch        |
| 295797 | 2008 UR276             | 28 d'octubre de 2008   | Mount Lemmon         | Mt. Lemmon Survey |
| 295798 | 2008 UL277             | 28 d'octubre de 2008   | Mount Lemmon         | Mt. Lemmon Survey |
| 295799 | 2008 UY279             | 28 d'octubre de 2008   | Mount Lemmon         | Mt. Lemmon Survey |
| 295800 | 2008 UR286             | 28 d'octubre de 2008   | Mount Lemmon         | Mt. Lemmon Survey |

## 295801-295900
| Nom    | Designació provisional | Data de descobriment   | Lloc de descobriment | Descobridor/s     |
| ------ | ---------------------- | ---------------------- | -------------------- | ----------------- |
| 295801 | 2008 UC291             | 28 d'octubre de 2008   | Kitt Peak            | Spacewatch        |
| 295802 | 2008 UY291             | 29 d'octubre de 2008   | Kitt Peak            | Spacewatch        |
| 295803 | 2008 UQ294             | 29 d'octubre de 2008   | Kitt Peak            | Spacewatch        |
| 295804 | 2008 UE303             | 29 d'octubre de 2008   | Kitt Peak            | Spacewatch        |
| 295805 | 2008 UK305             | 30 d'octubre de 2008   | Kitt Peak            | Spacewatch        |
| 295806 | 2008 UW306             | 30 d'octubre de 2008   | Kitt Peak            | Spacewatch        |
| 295807 | 2008 UA307             | 30 d'octubre de 2008   | Catalina             | CSS               |
| 295808 | 2008 UH313             | 30 d'octubre de 2008   | Catalina             | CSS               |
| 295809 | 2008 UX316             | 30 d'octubre de 2008   | Mount Lemmon         | Mt. Lemmon Survey |
| 295810 | 2008 UB317             | 30 d'octubre de 2008   | Kitt Peak            | Spacewatch        |
| 295811 | 2008 UM321             | 31 d'octubre de 2008   | Mount Lemmon         | Mt. Lemmon Survey |
| 295812 | 2008 UW324             | 31 d'octubre de 2008   | Mount Lemmon         | Mt. Lemmon Survey |
| 295813 | 2008 UX326             | 31 d'octubre de 2008   | Mount Lemmon         | Mt. Lemmon Survey |
| 295814 | 2008 US328             | 30 d'octubre de 2008   | Mount Lemmon         | Mt. Lemmon Survey |
| 295815 | 2008 UE330             | 31 d'octubre de 2008   | Kitt Peak            | Spacewatch        |
| 295816 | 2008 UV331             | 31 d'octubre de 2008   | Mount Lemmon         | Mt. Lemmon Survey |
| 295817 | 2008 US335             | 20 d'octubre de 2008   | Kitt Peak            | Spacewatch        |
| 295818 | 2008 UX335             | 20 d'octubre de 2008   | Kitt Peak            | Spacewatch        |
| 295819 | 2008 UF336             | 20 d'octubre de 2008   | Kitt Peak            | Spacewatch        |
| 295820 | 2008 UE337             | 20 d'octubre de 2008   | Kitt Peak            | Spacewatch        |
| 295821 | 2008 UN338             | 21 d'octubre de 2008   | Kitt Peak            | Spacewatch        |
| 295822 | 2008 UJ344             | 30 d'octubre de 2008   | Catalina             | CSS               |
| 295823 | 2008 UU344             | 30 d'octubre de 2008   | Kitt Peak            | Spacewatch        |
| 295824 | 2008 UX346             | 24 d'octubre de 2008   | Mount Lemmon         | Mt. Lemmon Survey |
| 295825 | 2008 UY348             | 26 d'octubre de 2008   | Kitt Peak            | Spacewatch        |
| 295826 | 2008 UG349             | 27 d'octubre de 2008   | Mount Lemmon         | Mt. Lemmon Survey |
| 295827 | 2008 UX351             | 24 d'octubre de 2008   | Catalina             | CSS               |
| 295828 | 2008 UA353             | 20 d'octubre de 2008   | Kitt Peak            | Spacewatch        |
| 295829 | 2008 UR355             | 26 d'octubre de 2008   | Mount Lemmon         | Mt. Lemmon Survey |
| 295830 | 2008 UK360             | 21 d'octubre de 2008   | Kitt Peak            | Spacewatch        |
| 295831 | 2008 UK367             | 24 d'octubre de 2008   | Socorro              | LINEAR            |
| 295832 | 2008 UO370             | 28 d'octubre de 2008   | Kitt Peak            | Spacewatch        |
| 295833 | 2008 UT370             | 30 d'octubre de 2008   | Kitt Peak            | Spacewatch        |
| 295834 | 2008 VC1               | 1 de novembre de 2008  | Kitami               | K. Endate         |
| 295835 | 2008 VO1               | 2 de novembre de 2008  | Socorro              | LINEAR            |
| 295836 | 2008 VX1               | 2 de novembre de 2008  | Socorro              | LINEAR            |
| 295837 | 2008 VC3               | 3 de novembre de 2008  | Socorro              | LINEAR            |
| 295838 | 2008 VS6               | 1 de novembre de 2008  | Mount Lemmon         | Mt. Lemmon Survey |
| 295839 | 2008 VB10              | 2 de novembre de 2008  | Vail-Jarnac          | Jarnac            |
| 295840 | 2008 VA12              | 2 de novembre de 2008  | Mount Lemmon         | Mt. Lemmon Survey |
| 295841 | 2008 VT13              | 7 de novembre de 2008  | Andrushivka          | Andrushivka       |
| 295842 | 2008 VN14              | 7 de novembre de 2008  | Andrushivka          | Andrushivka       |
| 295843 | 2008 VX29              | 2 de novembre de 2008  | Mount Lemmon         | Mt. Lemmon Survey |
| 295844 | 2008 VH39              | 2 de novembre de 2008  | Catalina             | CSS               |
| 295845 | 2008 VO39              | 7 de gener de 2006     | Mount Lemmon         | Mt. Lemmon Survey |
| 295846 | 2008 VY39              | 2 de novembre de 2008  | Kitt Peak            | Spacewatch        |
| 295847 | 2008 VB40              | 3 de novembre de 2008  | Mount Lemmon         | Mt. Lemmon Survey |
| 295848 | 2008 VX51              | 6 de novembre de 2008  | Kitt Peak            | Spacewatch        |
| 295849 | 2008 VS54              | 6 de novembre de 2008  | Mount Lemmon         | Mt. Lemmon Survey |
| 295850 | 2008 VB56              | 6 de novembre de 2008  | Mount Lemmon         | Mt. Lemmon Survey |
| 295851 | 2008 VJ59              | 7 de novembre de 2008  | Catalina             | CSS               |
| 295852 | 2008 VA62              | 8 de novembre de 2008  | Kitt Peak            | Spacewatch        |
| 295853 | 2008 VG67              | 7 de novembre de 2008  | Mount Lemmon         | Mt. Lemmon Survey |
| 295854 | 2008 VX67              | 6 de novembre de 2008  | Mount Lemmon         | Mt. Lemmon Survey |
| 295855 | 2008 VA68              | 9 de novembre de 2008  | Kitt Peak            | Spacewatch        |
| 295856 | 2008 VR69              | 8 de novembre de 2008  | Kitt Peak            | Spacewatch        |
| 295857 | 2008 VM74              | 8 de novembre de 2008  | Kitt Peak            | Spacewatch        |
| 295858 | 2008 VO77              | 3 de novembre de 2008  | Mount Lemmon         | Mt. Lemmon Survey |
| 295859 | 2008 VR78              | 7 de novembre de 2008  | Mount Lemmon         | Mt. Lemmon Survey |
| 295860 | 2008 VF80              | 8 de novembre de 2008  | Catalina             | CSS               |
| 295861 | 2008 VL80              | 1 de novembre de 2008  | Mount Lemmon         | Mt. Lemmon Survey |
| 295862 | 2008 WB1               | 17 de novembre de 2008 | Kitt Peak            | Spacewatch        |
| 295863 | 2008 WA4               | 17 de novembre de 2008 | Kitt Peak            | Spacewatch        |
| 295864 | 2008 WM5               | 17 de novembre de 2008 | Kitt Peak            | Spacewatch        |
| 295865 | 2008 WJ11              | 18 de novembre de 2008 | Catalina             | CSS               |
| 295866 | 2008 WS11              | 18 de novembre de 2008 | Catalina             | CSS               |
| 295867 | 2008 WP13              | 19 de novembre de 2008 | Dauban               | F. Kugel          |
| 295868 | 2008 WK16              | 17 de novembre de 2008 | Kitt Peak            | Spacewatch        |
| 295869 | 2008 WN22              | 18 de novembre de 2008 | Kitt Peak            | Spacewatch        |
| 295870 | 2008 WR24              | 18 de novembre de 2008 | Catalina             | CSS               |
| 295871 | 2008 WJ27              | 19 de novembre de 2008 | Mount Lemmon         | Mt. Lemmon Survey |
| 295872 | 2008 WM29              | 19 de novembre de 2008 | Kitt Peak            | Spacewatch        |
| 295873 | 2008 WG32              | 19 de novembre de 2008 | Mount Lemmon         | Mt. Lemmon Survey |
| 295874 | 2008 WT32              | 20 de novembre de 2008 | Goodricke-Pigott     | R. A. Tucker      |
| 295875 | 2008 WL38              | 17 de novembre de 2008 | Kitt Peak            | Spacewatch        |
| 295876 | 2008 WE40              | 17 de novembre de 2008 | Kitt Peak            | Spacewatch        |
| 295877 | 2008 WF42              | 17 de novembre de 2008 | Kitt Peak            | Spacewatch        |
| 295878 | 2008 WB44              | 17 de novembre de 2008 | Kitt Peak            | Spacewatch        |
| 295879 | 2008 WP47              | 17 de novembre de 2008 | Kitt Peak            | Spacewatch        |
| 295880 | 2008 WR47              | 17 de novembre de 2008 | Kitt Peak            | Spacewatch        |
| 295881 | 2008 WX49              | 18 de novembre de 2008 | Catalina             | CSS               |
| 295882 | 2008 WK56              | 20 de novembre de 2008 | Mount Lemmon         | Mt. Lemmon Survey |
| 295883 | 2008 WV59              | 18 de novembre de 2008 | Socorro              | LINEAR            |
| 295884 | 2008 WE62              | 23 de novembre de 2008 | La Sagra             | La Sagra          |
| 295885 | 2008 WX65              | 17 de novembre de 2008 | Kitt Peak            | Spacewatch        |
| 295886 | 2008 WD67              | 18 de novembre de 2008 | Kitt Peak            | Spacewatch        |
| 295887 | 2008 WJ67              | 18 de novembre de 2008 | Kitt Peak            | Spacewatch        |
| 295888 | 2008 WM68              | 18 de novembre de 2008 | Kitt Peak            | Spacewatch        |
| 295889 | 2008 WO70              | 18 de novembre de 2008 | Kitt Peak            | Spacewatch        |
| 295890 | 2008 WW71              | 19 de novembre de 2008 | Kitt Peak            | Spacewatch        |
| 295891 | 2008 WD74              | 19 de novembre de 2008 | Mount Lemmon         | Mt. Lemmon Survey |
| 295892 | 2008 WS74              | 20 de novembre de 2008 | Kitt Peak            | Spacewatch        |
| 295893 | 2008 WM75              | 20 de novembre de 2008 | Mount Lemmon         | Mt. Lemmon Survey |
| 295894 | 2008 WZ76              | 20 de novembre de 2008 | Kitt Peak            | Spacewatch        |
| 295895 | 2008 WT78              | 20 de novembre de 2008 | Kitt Peak            | Spacewatch        |
| 295896 | 2008 WO81              | 20 de novembre de 2008 | Kitt Peak            | Spacewatch        |
| 295897 | 2008 WH83              | 20 de novembre de 2008 | Kitt Peak            | Spacewatch        |
| 295898 | 2008 WT83              | 20 de novembre de 2008 | Kitt Peak            | Spacewatch        |
| 295899 | 2008 WG85              | 20 de novembre de 2008 | Kitt Peak            | Spacewatch        |
| 295900 | 2008 WY85              | 20 de novembre de 2008 | Kitt Peak            | Spacewatch        |

## 295901-296000
| Nom    | Designació provisional | Data de descobriment   | Lloc de descobriment | Descobridor/s            |
| ------ | ---------------------- | ---------------------- | -------------------- | ------------------------ |
| 295901 | 2008 WT86              | 21 de novembre de 2008 | Kitt Peak            | Spacewatch               |
| 295902 | 2008 WB87              | 21 de novembre de 2008 | Kitt Peak            | Spacewatch               |
| 295903 | 2008 WO90              | 22 de novembre de 2008 | Mount Lemmon         | Mt. Lemmon Survey        |
| 295904 | 2008 WP92              | 25 de novembre de 2008 | Dauban               | F. Kugel                 |
| 295905 | 2008 WB93              | 26 de novembre de 2008 | La Sagra             | La Sagra                 |
| 295906 | 2008 WB94              | 24 de novembre de 2008 | Sierra Stars         | W. G. Dillon, D. Wells   |
| 295907 | 2008 WK94              | 27 de novembre de 2008 | Pla D'Arguines       | R. Ferrando              |
| 295908 | 2008 WN96              | 30 de novembre de 2008 | Plana                | F. Fratev                |
| 295909 | 2008 WE100             | 24 de novembre de 2008 | Mount Lemmon         | Mt. Lemmon Survey        |
| 295910 | 2008 WN100             | 24 de novembre de 2008 | Mount Lemmon         | Mt. Lemmon Survey        |
| 295911 | 2008 WN102             | 19 de novembre de 2008 | Catalina             | CSS                      |
| 295912 | 2008 WZ105             | 30 de novembre de 2008 | Kitt Peak            | Spacewatch               |
| 295913 | 2008 WM106             | 16 de setembre de 2003 | Kitt Peak            | Spacewatch               |
| 295914 | 2008 WD110             | 30 de novembre de 2008 | Kitt Peak            | Spacewatch               |
| 295915 | 2008 WN113             | 30 de novembre de 2008 | Kitt Peak            | Spacewatch               |
| 295916 | 2008 WX126             | 18 de novembre de 2008 | Kitt Peak            | Spacewatch               |
| 295917 | 2008 WZ126             | 30 de novembre de 2008 | Mount Lemmon         | Mt. Lemmon Survey        |
| 295918 | 2008 WQ128             | 19 de novembre de 2008 | Kitt Peak            | Spacewatch               |
| 295919 | 2008 WL130             | 22 de novembre de 2008 | Kitt Peak            | Spacewatch               |
| 295920 | 2008 WQ133             | 18 de novembre de 2008 | Catalina             | CSS                      |
| 295921 | 2008 WH134             | 21 de novembre de 2008 | Mount Lemmon         | Mt. Lemmon Survey        |
| 295922 | 2008 WH135             | 18 de novembre de 2008 | Kitt Peak            | Spacewatch               |
| 295923 | 2008 WP135             | 18 de novembre de 2008 | Kitt Peak            | Spacewatch               |
| 295924 | 2008 WL136             | 20 de novembre de 2008 | Kitt Peak            | Spacewatch               |
| 295925 | 2008 WS137             | 23 de novembre de 2008 | Kitt Peak            | Spacewatch               |
| 295926 | 2008 WV137             | 24 de novembre de 2008 | Socorro              | LINEAR                   |
| 295927 | 2008 WZ137             | 30 de novembre de 2008 | Socorro              | LINEAR                   |
| 295928 | 2008 WM138             | 22 de setembre de 2003 | Palomar              | NEAT                     |
| 295929 | 2008 XF2               | 1 de desembre de 2008  | Bisei SG Center      | BATTeRS                  |
| 295930 | 2008 XQ4               | 3 de desembre de 2008  | Socorro              | LINEAR                   |
| 295931 | 2008 XE5               | 7 de desembre de 2008  | Dauban               | F. Kugel                 |
| 295932 | 2008 XU5               | 4 de desembre de 2008  | Socorro              | LINEAR                   |
| 295933 | 2008 XB6               | 4 de desembre de 2008  | Socorro              | LINEAR                   |
| 295934 | 2008 XY6               | 7 de desembre de 2008  | Marly                | P. Kocher                |
| 295935 | 2008 XD7               | 15 de desembre de 2008 | Weihai               | Shandong University      |
| 295936 | 2008 XD11              | 1 de desembre de 2008  | Catalina             | CSS                      |
| 295937 | 2008 XT13              | 3 de desembre de 2008  | Mount Lemmon         | Mt. Lemmon Survey        |
| 295938 | 2008 XH14              | 1 de desembre de 2008  | Kitt Peak            | Spacewatch               |
| 295939 | 2008 XJ14              | 1 de desembre de 2008  | Kitt Peak            | Spacewatch               |
| 295940 | 2008 XF17              | 17 d'octubre de 2003   | Apache Point         | Sloan Digital Sky Survey |
| 295941 | 2008 XR20              | 1 de desembre de 2008  | Kitt Peak            | Spacewatch               |
| 295942 | 2008 XD25              | 4 de desembre de 2008  | Mount Lemmon         | Mt. Lemmon Survey        |
| 295943 | 2008 XN30              | 1 de desembre de 2008  | Kitt Peak            | Spacewatch               |
| 295944 | 2008 XF38              | 2 de desembre de 2008  | Kitt Peak            | Spacewatch               |
| 295945 | 2008 XL45              | 3 de desembre de 2008  | Kitt Peak            | Spacewatch               |
| 295946 | 2008 XM45              | 3 de desembre de 2008  | Kitt Peak            | Spacewatch               |
| 295947 | 2008 XL48              | 4 de desembre de 2008  | Mount Lemmon         | Mt. Lemmon Survey        |
| 295948 | 2008 XS48              | 4 de desembre de 2008  | Catalina             | CSS                      |
| 295949 | 2008 XB49              | 5 de desembre de 2008  | Mount Lemmon         | Mt. Lemmon Survey        |
| 295950 | 2008 XG50              | 3 de desembre de 2008  | Mount Lemmon         | Mt. Lemmon Survey        |
| 295951 | 2008 XM53              | 6 de desembre de 2008  | Socorro              | LINEAR                   |
| 295952 | 2008 XD54              | 1 de desembre de 2008  | Socorro              | LINEAR                   |
| 295953 | 2008 XG55              | 1 de desembre de 2008  | Mount Lemmon         | Mt. Lemmon Survey        |
| 295954 | 2008 XJ55              | 3 de desembre de 2008  | Mount Lemmon         | Mt. Lemmon Survey        |
| 295955 | 2008 XL55              | 7 de desembre de 2008  | Mount Lemmon         | Mt. Lemmon Survey        |
| 295956 | 2008 YV2               | 22 de desembre de 2008 | Mayhill              | A. Lowe                  |
| 295957 | 2008 YB4               | 22 de desembre de 2008 | Calar Alto           | F. Hormuth               |
| 295958 | 2008 YK4               | 22 de desembre de 2008 | Dauban               | F. Kugel                 |
| 295959 | 2008 YD10              | 20 de desembre de 2008 | Catalina             | CSS                      |
| 295960 | 2008 YF19              | 21 de desembre de 2008 | Mount Lemmon         | Mt. Lemmon Survey        |
| 295961 | 2008 YJ19              | 21 de desembre de 2008 | Mount Lemmon         | Mt. Lemmon Survey        |
| 295962 | 2008 YD20              | 21 de desembre de 2008 | Mount Lemmon         | Mt. Lemmon Survey        |
| 295963 | 2008 YH20              | 21 de desembre de 2008 | Mount Lemmon         | Mt. Lemmon Survey        |
| 295964 | 2008 YX20              | 21 de desembre de 2008 | Mount Lemmon         | Mt. Lemmon Survey        |
| 295965 | 2008 YM22              | 21 de desembre de 2008 | Mount Lemmon         | Mt. Lemmon Survey        |
| 295966 | 2008 YV23              | 21 de desembre de 2008 | La Sagra             | La Sagra                 |
| 295967 | 2008 YF25              | 21 de desembre de 2008 | Kitt Peak            | Spacewatch               |
| 295968 | 2008 YO25              | 24 de desembre de 2008 | La Sagra             | La Sagra                 |
| 295969 | 2008 YV26              | 28 de desembre de 2008 | Mayhill              | A. Lowe                  |
| 295970 | 2008 YR28              | 28 de desembre de 2008 | Piszkesteto          | K. Sarneczky             |
| 295971 | 2008 YV28              | 29 de desembre de 2008 | Piszkesteto          | K. Sarneczky             |
| 295972 | 2008 YJ32              | 29 de desembre de 2008 | Piszkesteto          | K. Sarneczky             |
| 295973 | 2008 YF33              | 24 de desembre de 2008 | Dauban               | F. Kugel                 |
| 295974 | 2008 YL35              | 22 de desembre de 2008 | Kitt Peak            | Spacewatch               |
| 295975 | 2008 YO35              | 22 de desembre de 2008 | Kitt Peak            | Spacewatch               |
| 295976 | 2008 YC36              | 29 de desembre de 2008 | Mount Lemmon         | Mt. Lemmon Survey        |
| 295977 | 2008 YX38              | 29 de desembre de 2008 | Kitt Peak            | Spacewatch               |
| 295978 | 2008 YR40              | 29 de desembre de 2008 | Mount Lemmon         | Mt. Lemmon Survey        |
| 295979 | 2008 YX42              | 29 de desembre de 2008 | Kitt Peak            | Spacewatch               |
| 295980 | 2008 YA43              | 29 de desembre de 2008 | Kitt Peak            | Spacewatch               |
| 295981 | 2008 YV48              | 29 de desembre de 2008 | Mount Lemmon         | Mt. Lemmon Survey        |
| 295982 | 2008 YY52              | 29 de desembre de 2008 | Mount Lemmon         | Mt. Lemmon Survey        |
| 295983 | 2008 YD58              | 30 de desembre de 2008 | Kitt Peak            | Spacewatch               |
| 295984 | 2008 YB59              | 30 de desembre de 2008 | Kitt Peak            | Spacewatch               |
| 295985 | 2008 YS60              | 21 de novembre de 2000 | Socorro              | LINEAR                   |
| 295986 | 2008 YJ62              | 30 de desembre de 2008 | Mount Lemmon         | Mt. Lemmon Survey        |
| 295987 | 2008 YA66              | 29 de desembre de 2008 | Taunus               | E. Schwab, R. Kling      |
| 295988 | 2008 YC68              | 30 de desembre de 2008 | Mount Lemmon         | Mt. Lemmon Survey        |
| 295989 | 2008 YG68              | 30 de desembre de 2008 | Mount Lemmon         | Mt. Lemmon Survey        |
| 295990 | 2008 YO73              | 30 de desembre de 2008 | Kitt Peak            | Spacewatch               |
| 295991 | 2008 YF79              | 30 de desembre de 2008 | Mount Lemmon         | Mt. Lemmon Survey        |
| 295992 | 2008 YR87              | 29 de desembre de 2008 | Kitt Peak            | Spacewatch               |
| 295993 | 2008 YY89              | 29 de desembre de 2008 | Kitt Peak            | Spacewatch               |
| 295994 | 2008 YA92              | 29 de desembre de 2008 | Kitt Peak            | Spacewatch               |
| 295995 | 2008 YV93              | 29 de desembre de 2008 | Kitt Peak            | Spacewatch               |
| 295996 | 2008 YQ94              | 29 de desembre de 2008 | Kitt Peak            | Spacewatch               |
| 295997 | 2008 YR94              | 29 de desembre de 2008 | Kitt Peak            | Spacewatch               |
| 295998 | 2008 YM95              | 29 de desembre de 2008 | Kitt Peak            | Spacewatch               |
| 295999 | 2008 YY95              | 29 de desembre de 2008 | Kitt Peak            | Spacewatch               |
| 296000 | 2008 YF96              | 29 de desembre de 2008 | Mount Lemmon         | Mt. Lemmon Survey        |